# Welthandballer
Welthandballer bzw. Welthandballerin (engl.: IHF World Player of the Year) ist die Bezeichnung für den von der International Handball Federation (IHF) ausgezeichneten besten männlichen bzw. weiblichen Handballspieler eines Jahres. Er bzw. sie wird seit 1988 gewählt.

## Geschichte
1987, 1988 und 1990 handelte es sich um eine Wahl unter Journalisten. Von 1994 bis 2007 wählten Leser der Zeitschrift World Handball Magazine die Welthandballspieler des Jahres. Ab 2008 wurde der Welthandballer durch eine Fachjury benannt, später durch Abstimmung über Medien.
In den Jahren 1989, 1991 bis 1993, 2017, 2020 und 2022 fanden keine Wahlen statt. Für das Jahr 2023 wurden erstmals zusätzlich zum Welthandballer und der Welthandballerin auch die besten jungen Handballer (bis zum Alter von 22 Jahren), sowohl der Frauen als auch der Männer, gekürt.

## Welthandballer des Jahres (IHF Male World Player of the Year)
In den Jahren 1989, 1991 bis 1993, 2017, 2020 und 2022 fanden keine Wahlen statt.

### Liste
| Jahr | Name                                                                                           | Position                                                                                       | Nation                                                                                         | Verein                                                                                         | Kandidaten |
| ---- | ---------------------------------------------------------------------------------------------- | ---------------------------------------------------------------------------------------------- | ---------------------------------------------------------------------------------------------- | ---------------------------------------------------------------------------------------------- | --- |
| 1987 | Veselin Vujović                                                                                | Rückraumspieler (RL)                                                                           | SFR Jugoslawien                                                                                | Metaloplastika Šabac                                                                           | Alexander Tutschkin, Martin Schwalb, Mats Olsson, Frank-Michael Wahl, Sigurður Gunnarsson, Juan Francisco Muñoz Melo, Eugenio Serrano Gispert, Kang Jae-won, Mikael Källman |
| 1988 | Kang Jae-won                                                                                   | Rückraumspieler (RR, RM)                                                                       | Südkorea                                                                                       | Kyung-Hee-Universität                                                                          | Wjatscheslaw Atawin, Zlatko Portner, Magnus Wislander, Kristján Arason, Jochen Fraatz, Frank-Michael Wahl, Péter Kovács, Alexander Karschakewitsch, Juan Francisco Muñoz, Michal Barda, Wieland Schmidt                                                                                   |
| 1990 | Magnus Wislander                                                                               | Rückraumspieler (RM), Kreisläufer                                                              | Schweden                                                                                       | Redbergslids IK, THW Kiel                                                                      | Alexander Tutschkin |
| 1994 | Talant Dujshebaev                                                                              | Rückraumspieler (RM)                                                                           | Russland                                                                                       | CB Santander                                                                                   | |
| 1995 | Jackson Richardson                                                                             | Rückraumspieler (RM)                                                                           | Frankreich                                                                                     | OM Vitrolles                                                                                   | |
| 1996 | Talant Dujshebaev (2)                                                                          | Rückraumspieler (RM)                                                                           | Spanien                                                                                        | CB Santander                                                                                   | |
| 1997 | Stéphane Stoecklin                                                                             | Rückraumspieler (RR)                                                                           | Frankreich                                                                                     | GWD Minden                                                                                     | József Éles (RL), Yukihiro Hashimoto (TW) |
| 1998 | Daniel Stephan                                                                                 | Rückraumspieler (RL, RM)                                                                       | Deutschland                                                                                    | TBV Lemgo                                                                                      | Stefan Lövgren (RM), Carlos Pérez (RL), Sergei Pogorelow (RL), Yoon Kyung-shin (RR), Talant Dujshebaev (RM), Patrik Ćavar (LA), Jackson Richardson (RM), Gohar Nabil (LA) |
| 1999 | Rafael Guijosa                                                                                 | Außenspieler (LA)                                                                              | Spanien                                                                                        | FC Barcelona                                                                                   | Nedeljko Jovanović (RM), Stefan Lövgren (RM), Magnus Wislander (RM), Andrei Lawrow (TW) |
| 2000 | Dragan Škrbić                                                                                  | Kreisläufer                                                                                    | BR Jugoslawien                                                                                 | RK Celje, HSG Nordhorn                                                                         | Andrei Lawrow (TW), Christian Schwarzer (KM), Stefan Lövgren (RM), Talant Dujshebaev (RM), Yoon Kyung-shin (RR), Jackson Richardson (RM), Stefan Kretzschmar (LA), Rolando Uríos (KM) |
| 2001 | Kyung-Shin Yoon                                                                                | Rückraumspieler (RR)                                                                           | Südkorea                                                                                       | VfL Gummersbach                                                                                | David Barrufet (TW), Stefan Lövgren (RM), Dragan Škrbić (KM), Jackson Richardson (RM), Markus Baur (RM), Eduard Kokscharow (LA), Hussein Zaky (RL), Ólafur Stefánsson (RR), Glenn Solberg (RM), Petar Metličić (RR), Christian Schwarzer (KM), Daniel Stephan (RL), Magnus Wislander (KM) |
| 2002 | Bertrand Gille                                                                                 | Kreisläufer                                                                                    | Frankreich                                                                                     | Chambéry Savoie HB, HSV Hamburg                                                                | Lars Christiansen (LA), Daniel Stephan (RL), Won-Chul Paek (RM), Denis Kriwoschlykow (RA), Ólafur Stefánsson (RR), Jackson Richardson (RM), Christian Schwarzer (KM), Magnus Wislander (KM), Sobhi Sioud (RR)                                                                             |
| 2003 | Ivano Balić                                                                                    | Rückraumspieler (RM)                                                                           | Kroatien                                                                                       | RK Metković                                                                                    | Peter Gentzel (TW), Bruno Souza (RL), Eric Gull (RR), László Nagy (RR), Alberto Entrerríos (RL), Ólafur Stefánsson (RR), Christian Schwarzer (KM), Patrick Cazal (RR), Henning Fritz (TW)                                                                                                 |
| 2004 | Henning Fritz                                                                                  | Torwart                                                                                        | Deutschland                                                                                    | THW Kiel                                                                                       | Juanín García (LA), Mirza Džomba (RA), Ivano Balić (RM), Carlos Pérez (RL), Ólafur Stefánsson (RR), Christian Schwarzer (KM) |
| 2005 | Arpad Šterbik                                                                                  | Torwart                                                                                        | Serbien und Montenegro                                                                         | BM Ciudad Real                                                                                 | Ivano Balić (RM), Mirza Džomba (RA), Mateo Garralda (RR), Wissem Hmam (RL), Eduard Kokscharow (LA), David Juříček (KM) |
| 2006 | Ivano Balić (2)                                                                                | Rückraumspieler (RM)                                                                           | Kroatien                                                                                       | Portland San Antonio                                                                           | Florian Kehrmann (RA), Ólafur Stefánsson (RR), Thierry Omeyer (TW), Eduard Kokscharow (LA), Siarhei Rutenka (RL), Bertrand Gille (KM) |
| 2007 | Nikola Karabatić                                                                               | Rückraumspieler (RL, RM)                                                                       | Frankreich                                                                                     | THW Kiel                                                                                       | Michael V. Knudsen (KM), Michael Kraus (RM), Henning Fritz (TW), Mariusz Jurasik (RR/RA), Eduard Kokscharow (LA), Marcin Lijewski (RR) |
| 2008 | Thierry Omeyer                                                                                 | Torwart                                                                                        | Frankreich                                                                                     | THW Kiel                                                                                       | [ 26 ] |
| 2009 | Sławomir Szmal                                                                                 | Torwart                                                                                        | Polen                                                                                          | Rhein-Neckar Löwen                                                                             | Nikola Karabatic (RL, RM), Igor Vori (KL) |
| 2010 | Filip Jícha                                                                                    | Rückraumspieler (RL)                                                                           | Tschechien                                                                                     | THW Kiel                                                                                       | Nikola Karabatic (RL, RM), Thierry Omeyer (TW), Igor Vori (KL), Arpad Šterbik (TW) |
| 2011 | Mikkel Hansen                                                                                  | Rückraumspieler (RL)                                                                           | Dänemark                                                                                       | AG København                                                                                   | Filip Jícha (RL), Nikola Karabatic (RL, RM), Luc Abalo (RA), Thierry Omeyer (TW) |
| 2012 | Daniel Narcisse                                                                                | Rückraumspieler (RL, RM)                                                                       | Frankreich                                                                                     | THW Kiel                                                                                       | Mikkel Hansen (RL), Filip Jícha (RL), Kim Andersson (RR), Julen Aguinagalde (KL) |
| 2013 | Domagoj Duvnjak                                                                                | Rückraumspieler (RM, RL)                                                                       | Kroatien                                                                                       | HSV Hamburg                                                                                    | Daniel Narcisse (RL, RM), Mikkel Hansen (RL), Filip Jícha (RL), Arpad Šterbik (TW) |
| 2014 | Nikola Karabatić (2)                                                                           | Rückraumspieler (RL, RM)                                                                       | Frankreich                                                                                     | FC Barcelona                                                                                   | Mikkel Hansen (RL), Thierry Omeyer (TW), Joan Cañellas (RM, RL), Domagoj Duvnjak (RM, RL) |
| 2015 | Mikkel Hansen (2)                                                                              | Rückraumspieler (RL)                                                                           | Dänemark                                                                                       | Paris Saint-Germain                                                                            | Nikola Karabatic (RL), Domagoj Duvnjak (RM), Thierry Omeyer (TW), Rafael Capote (RL) |
| 2016 | Nikola Karabatić (3)                                                                           | Rückraumspieler (RL, RM)                                                                       | Frankreich                                                                                     | Paris Saint-Germain                                                                            | Mikkel Hansen (RL), Andreas Wolff (TW), Domagoj Duvnjak (RM, RL), Sander Sagosen (RM, RL) |
| 2017 | Die Auszeichnung für 2017 wurde wegen mangelnder Beteiligung an der Abstimmung nicht vergeben. | Die Auszeichnung für 2017 wurde wegen mangelnder Beteiligung an der Abstimmung nicht vergeben. | Die Auszeichnung für 2017 wurde wegen mangelnder Beteiligung an der Abstimmung nicht vergeben. | Die Auszeichnung für 2017 wurde wegen mangelnder Beteiligung an der Abstimmung nicht vergeben. | Nikola Karabatić (RL, RM), Sander Sagosen (RM, RL), Domagoj Duvnjak (RM, RL), Andy Schmid (RM), Luka Cindrić (RM) |
| 2018 | Mikkel Hansen (3)                                                                              | Rückraumspieler (RL)                                                                           | Dänemark                                                                                       | Paris Saint-Germain                                                                            | Sander Sagosen (RM, RL), Jim Gottfridsson (RM), Rasmus Lauge Schmidt (RM), Vincent Gerard (TW) |
| 2019 | Niklas Landin Jacobsen                                                                         | Torwart                                                                                        | Dänemark                                                                                       | THW Kiel                                                                                       | Mikkel Hansen (RL, RM), Sander Sagosen (RL, RM), Luka Cindrić (RM), Rasmus Lauge Schmidt (RM) |
| 2020 | Für 2020 wurde wegen der COVID-19-Pandemie keine Abstimmung durchgeführt.                      | Für 2020 wurde wegen der COVID-19-Pandemie keine Abstimmung durchgeführt.                      | Für 2020 wurde wegen der COVID-19-Pandemie keine Abstimmung durchgeführt.                      | Für 2020 wurde wegen der COVID-19-Pandemie keine Abstimmung durchgeführt.                      | Für 2020 wurde wegen der COVID-19-Pandemie keine Abstimmung durchgeführt. |
| 2021 | Niklas Landin Jacobsen (2)                                                                     | Torwart                                                                                        | Dänemark                                                                                       | THW Kiel                                                                                       | Alex Dujshebaev (RR), Ludovic Fabregas (KL), Mathias Gidsel (RR), Jim Gottfridsson (RM) |
| 2023 | Mathias Gidsel                                                                                 | Rückraumspieler (RR)                                                                           | Dänemark                                                                                       | Füchse Berlin                                                                                  | Ludovic Fabregas (KL), Andreas Wolff (TW) |
| 2024 | Mathias Gidsel (2)                                                                             | Rückraumspieler (RR)                                                                           | Dänemark                                                                                       | Füchse Berlin                                                                                  | Alex Dujshebaev (RR), Andreas Wolff (TW) |

### Bilder

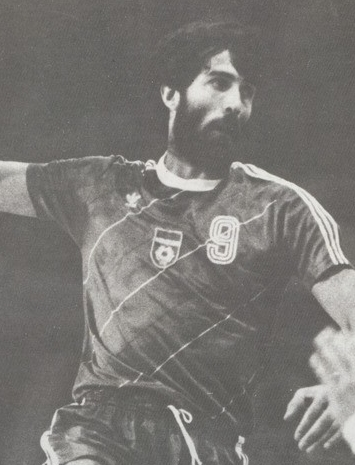
Veselin Vujović, 1987
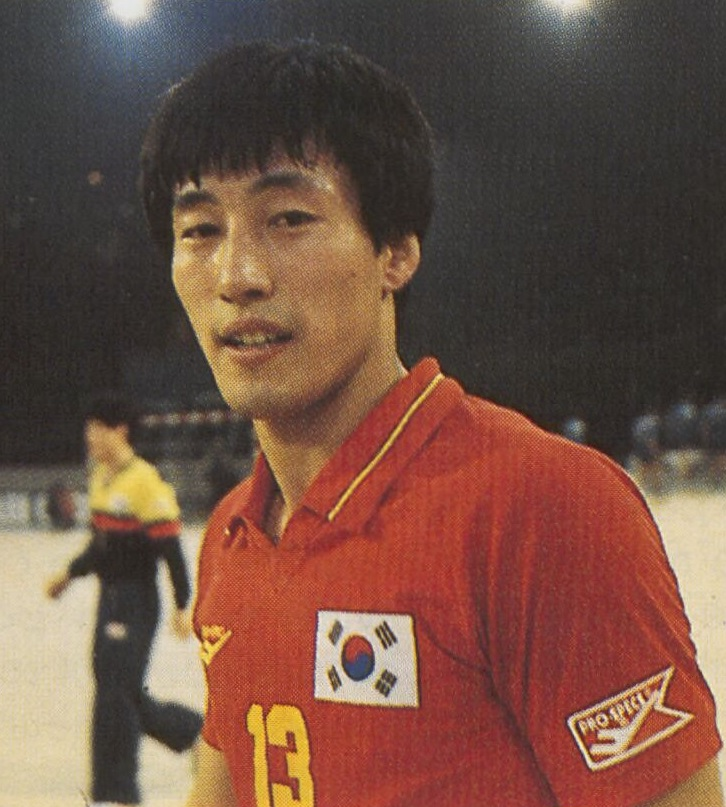
Kang Jae-won, 1988
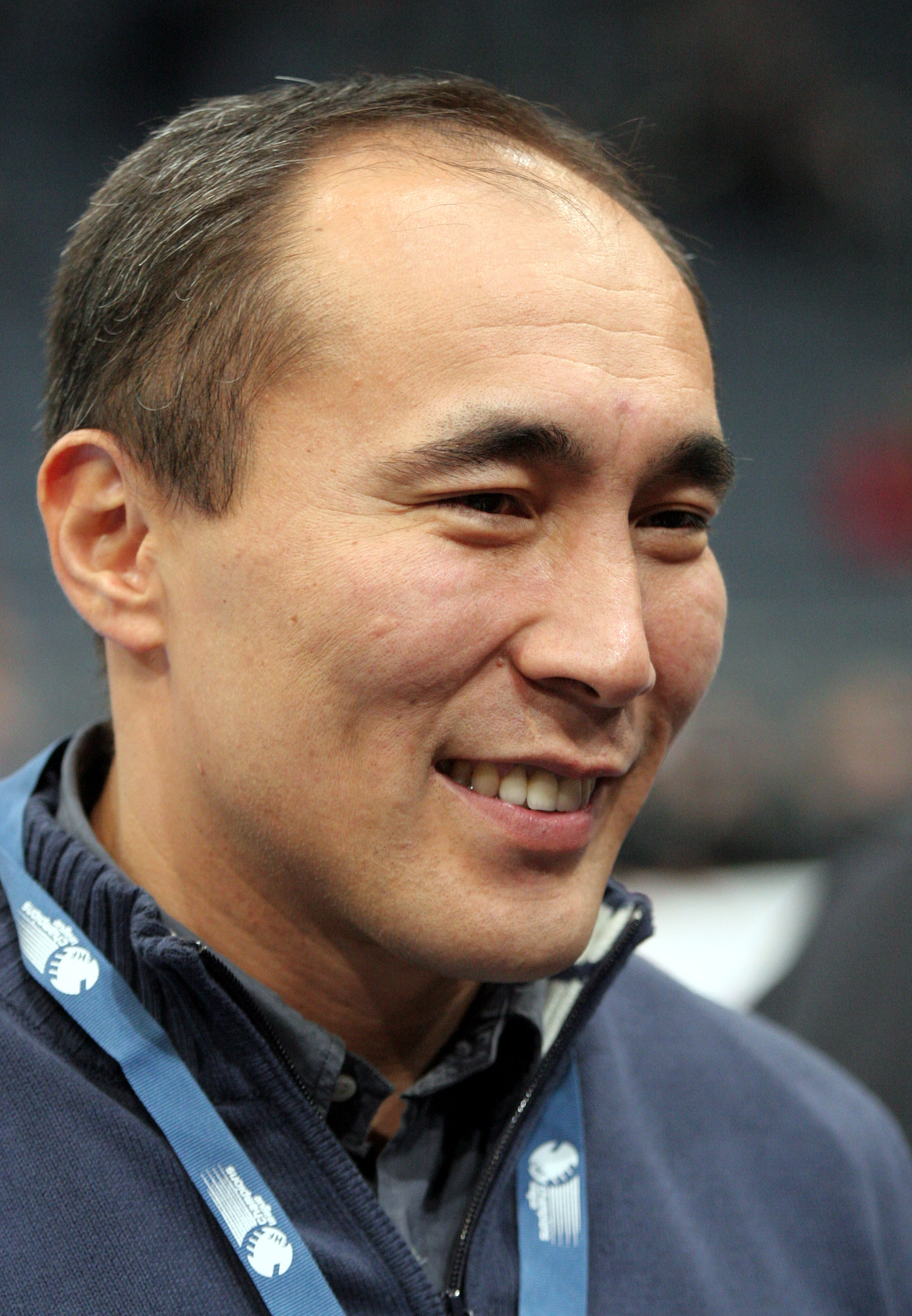
Talant Dujshebaev, 1994 und 1996
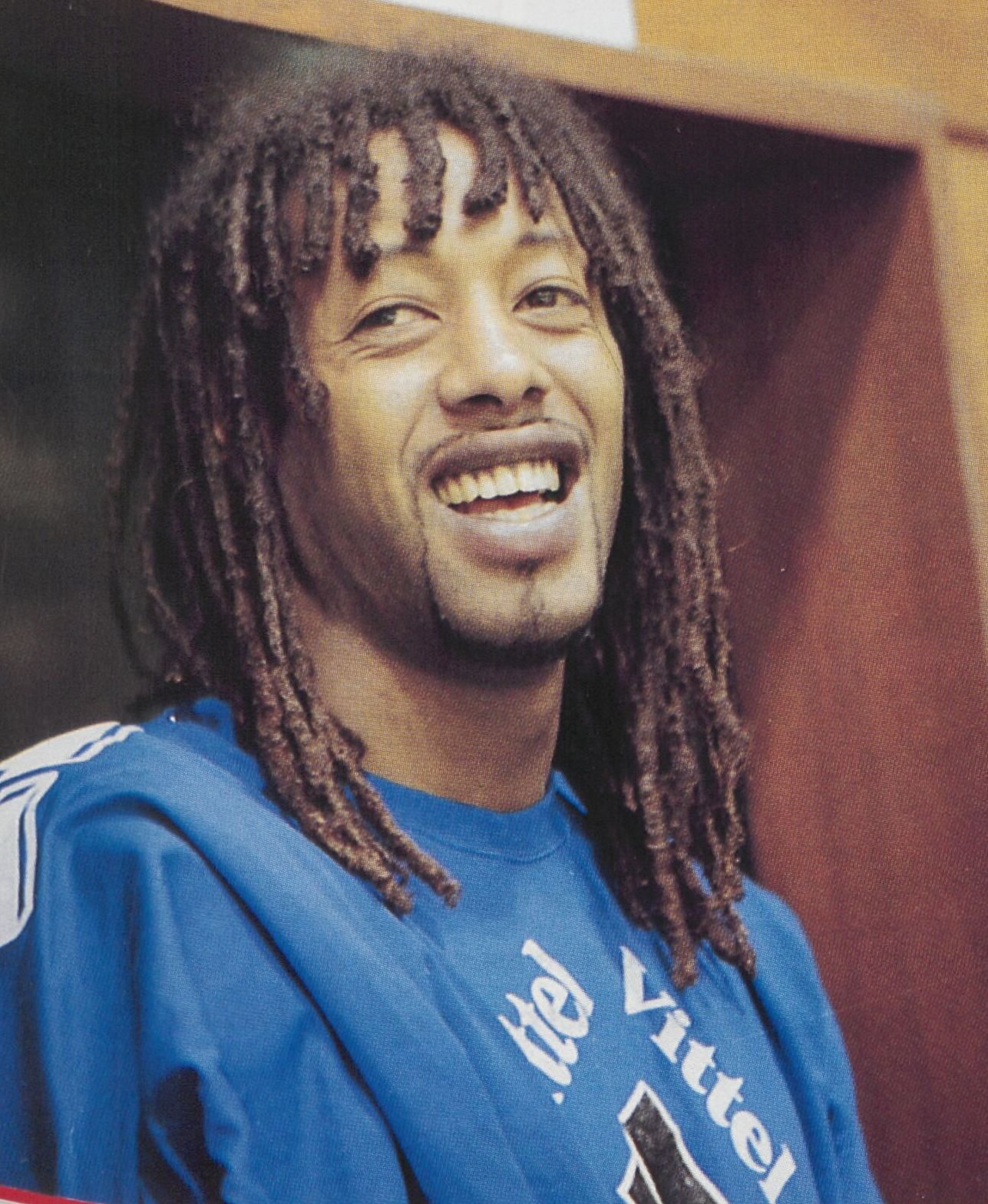
Jackson Richardson, 1995
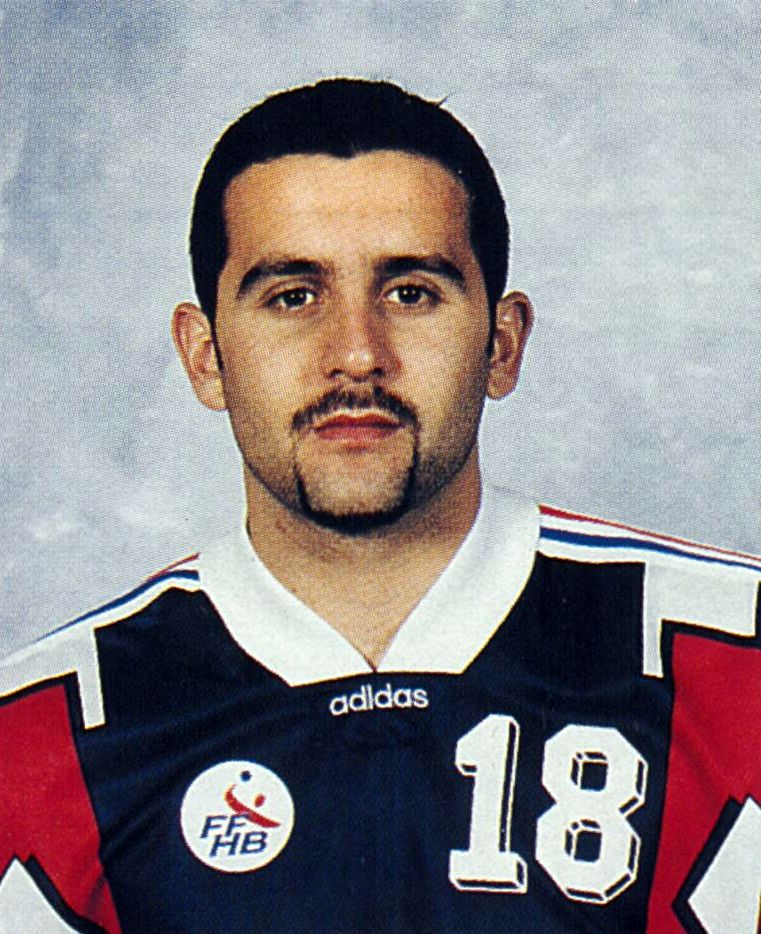
Stéphane Stoecklin, 1997
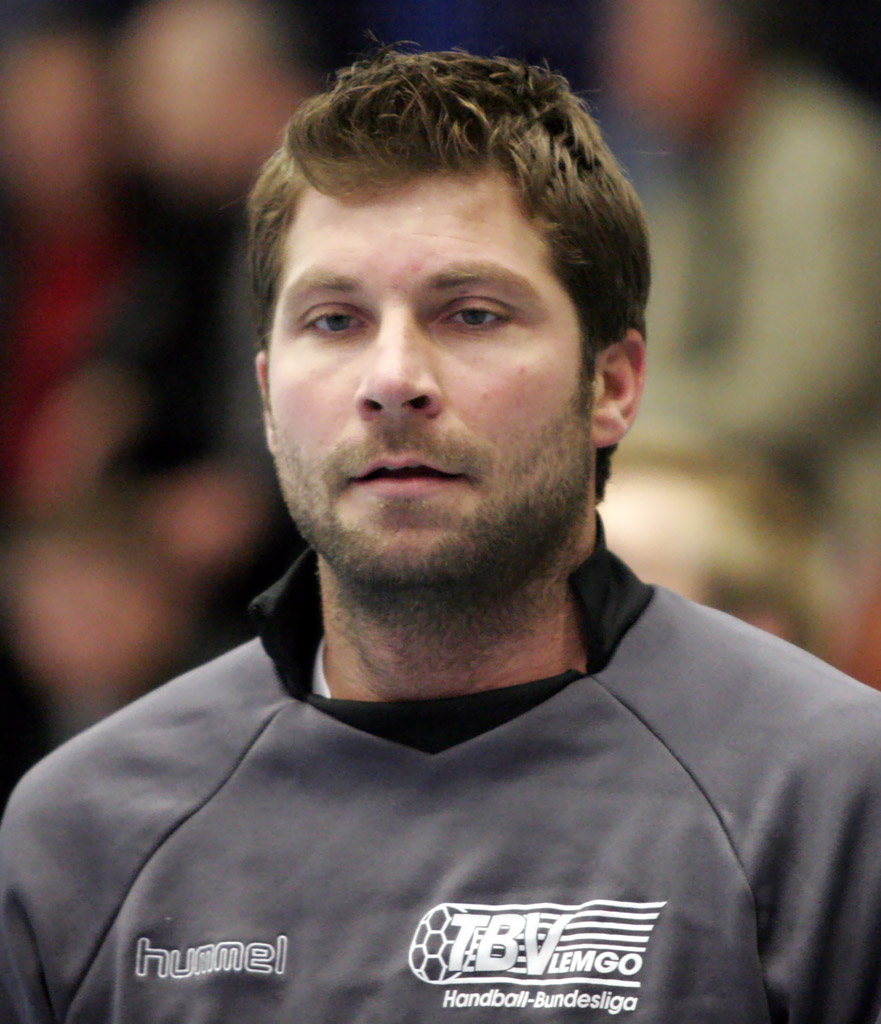
Daniel Stephan, 1998
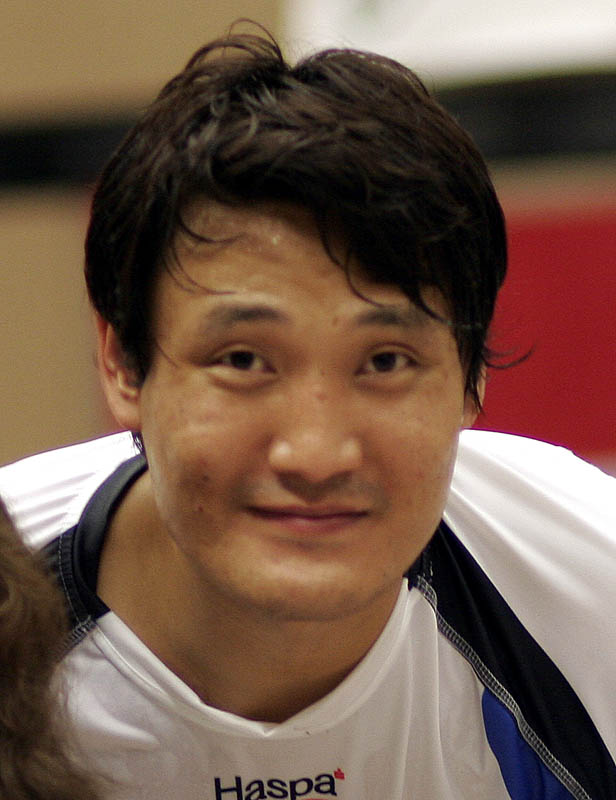
Kyung-Shin Yoon, 2001
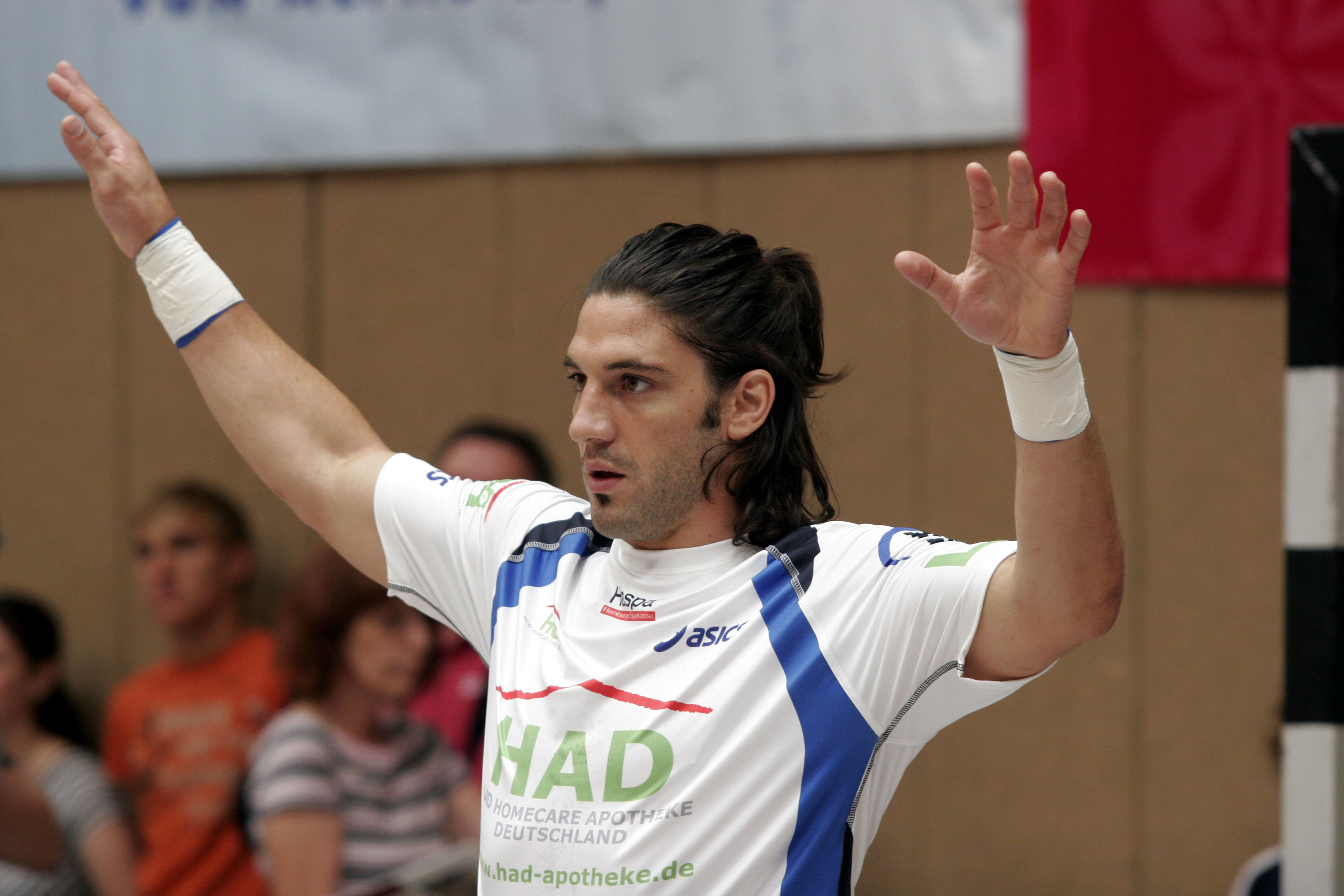
Bertrand Gille, 2002
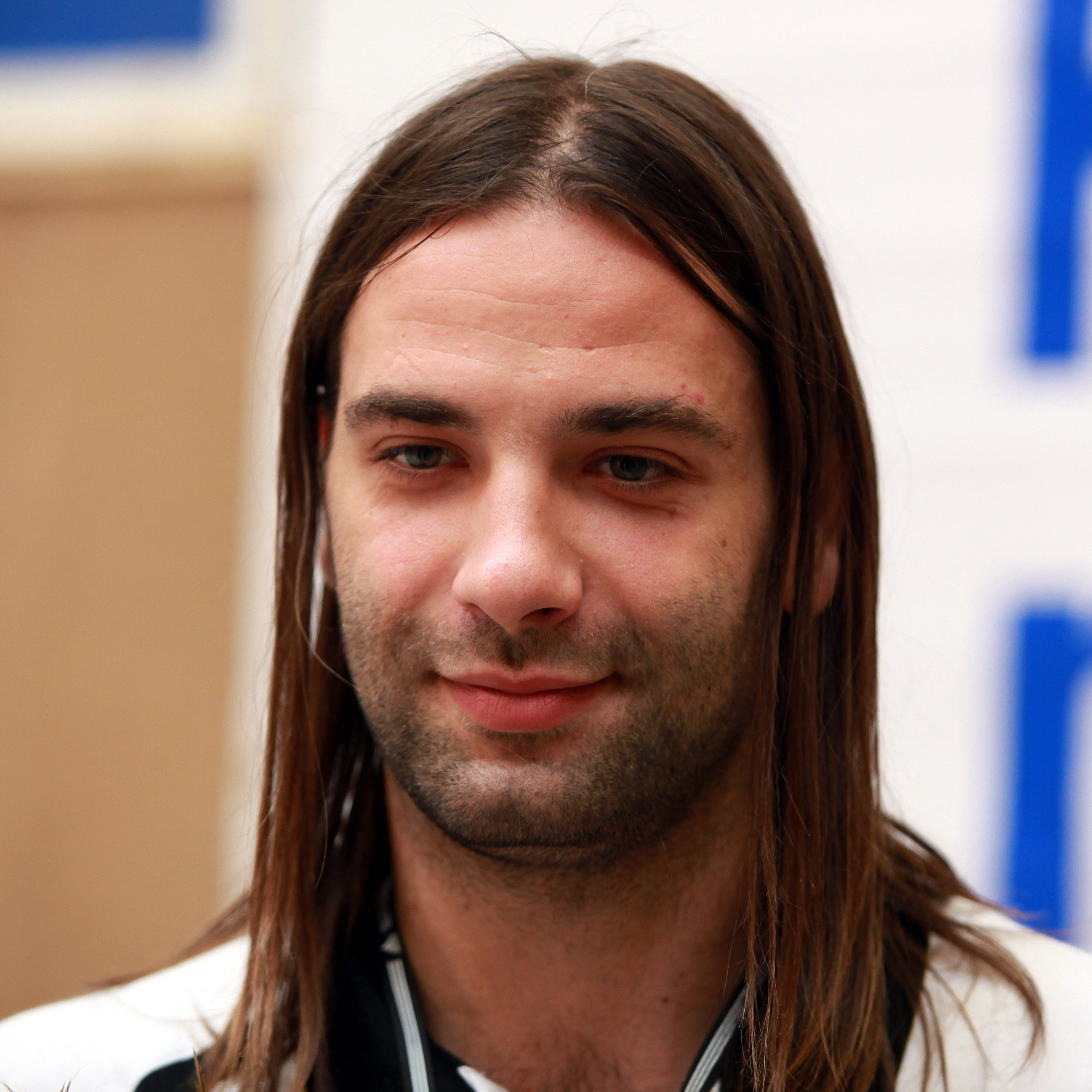
Ivano Balić, 2003 und 2006
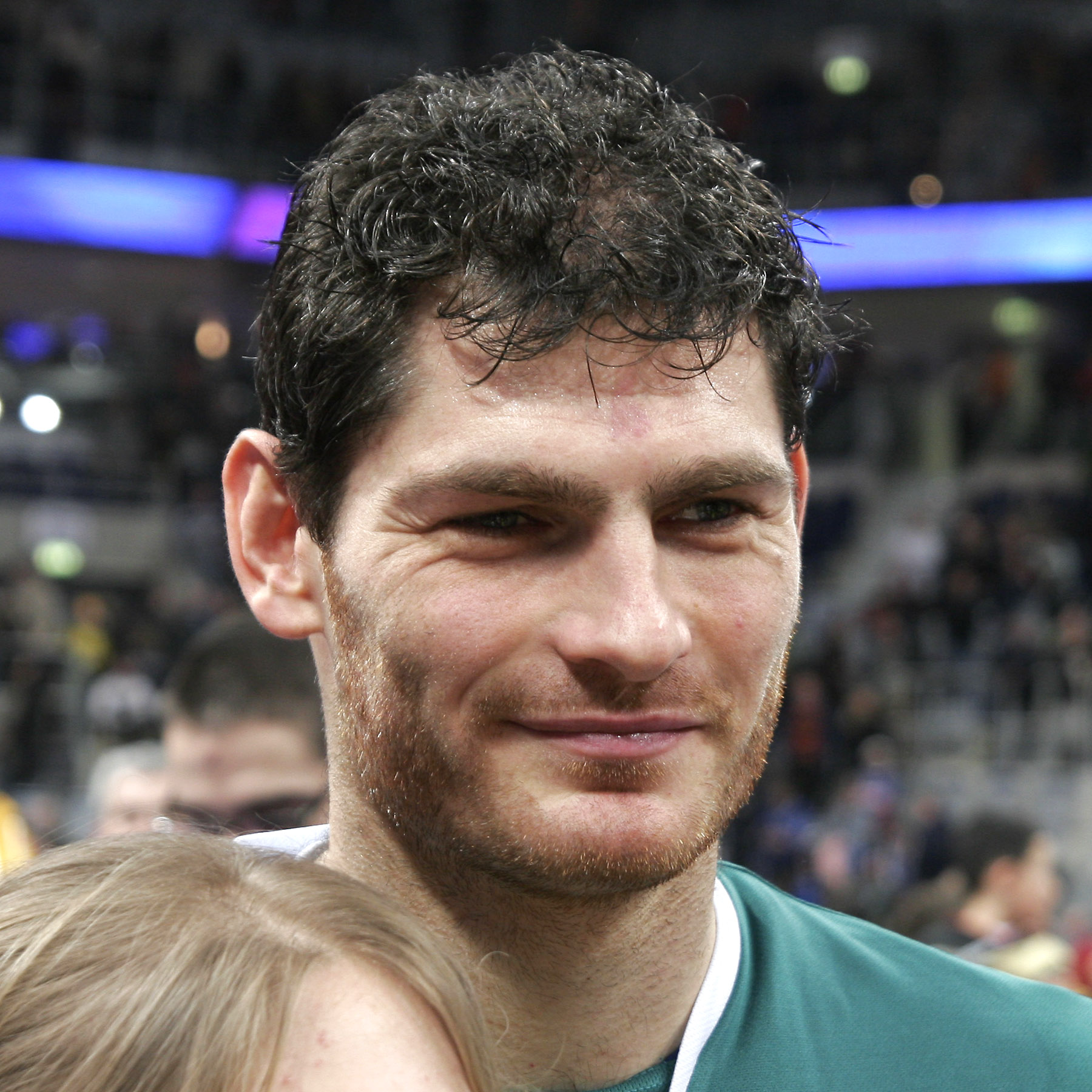
Henning Fritz, 2004
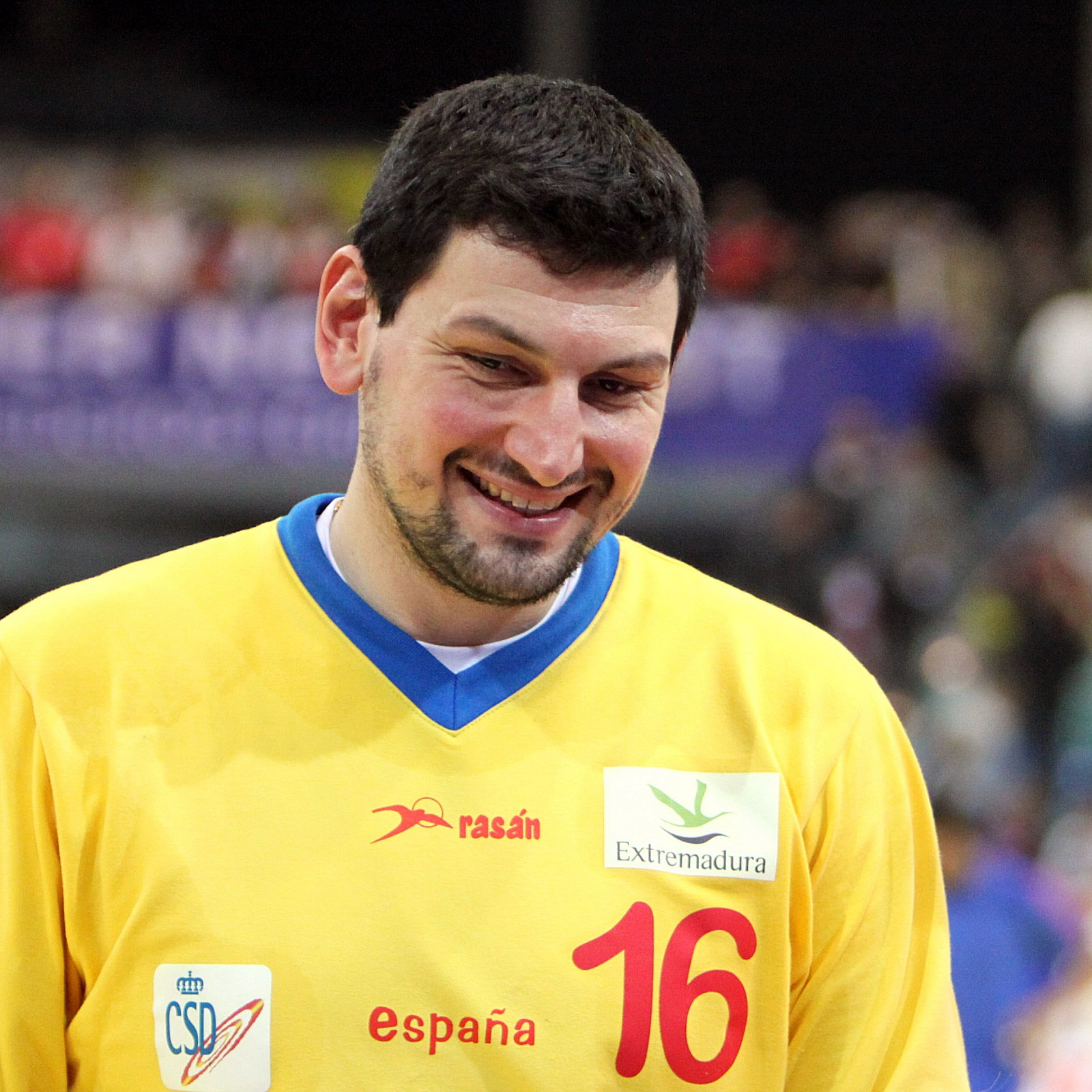
Arpad Šterbik, 2005
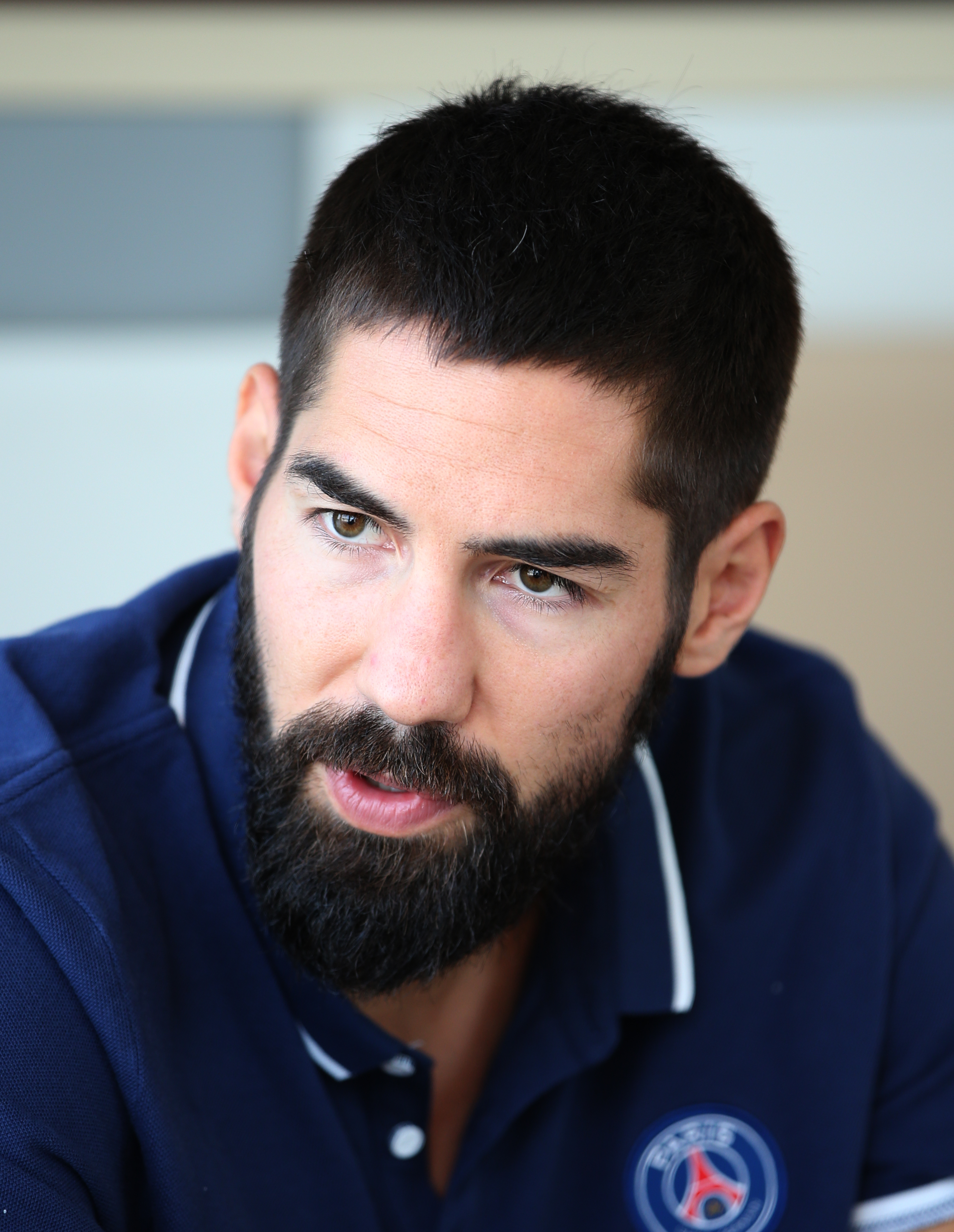
Nikola Karabatić, 2007, 2014 und 2016
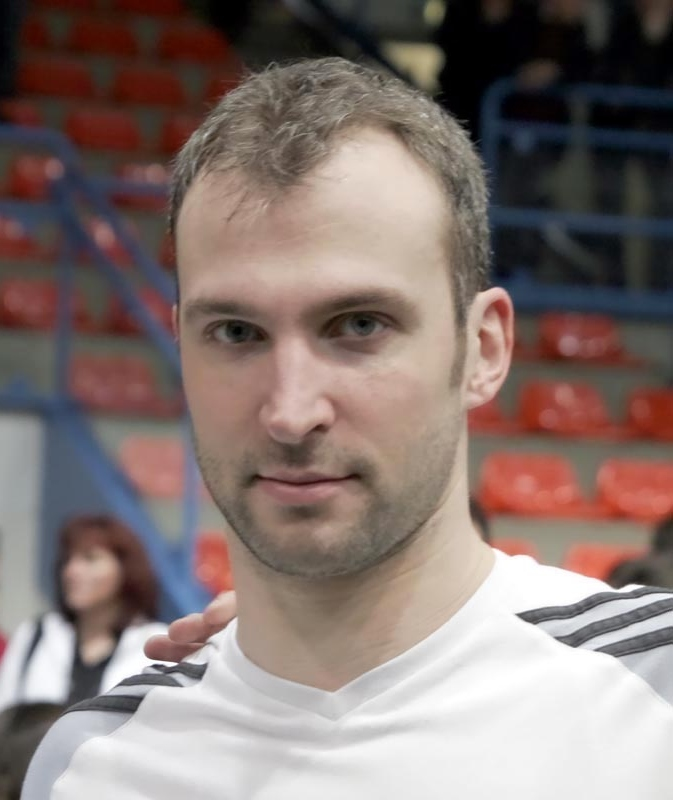
Thierry Omeyer, 2008
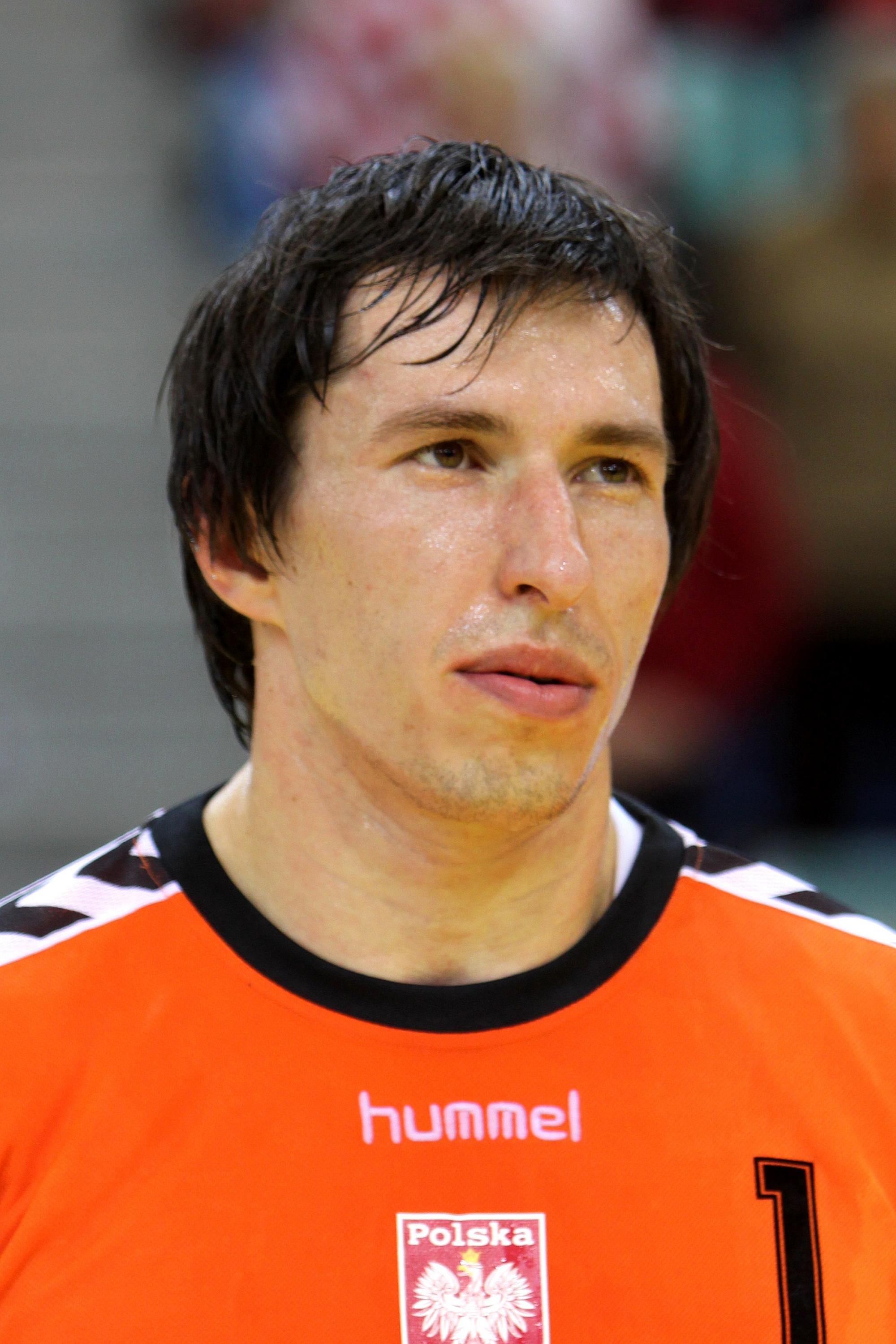
Sławomir Szmal, 2009
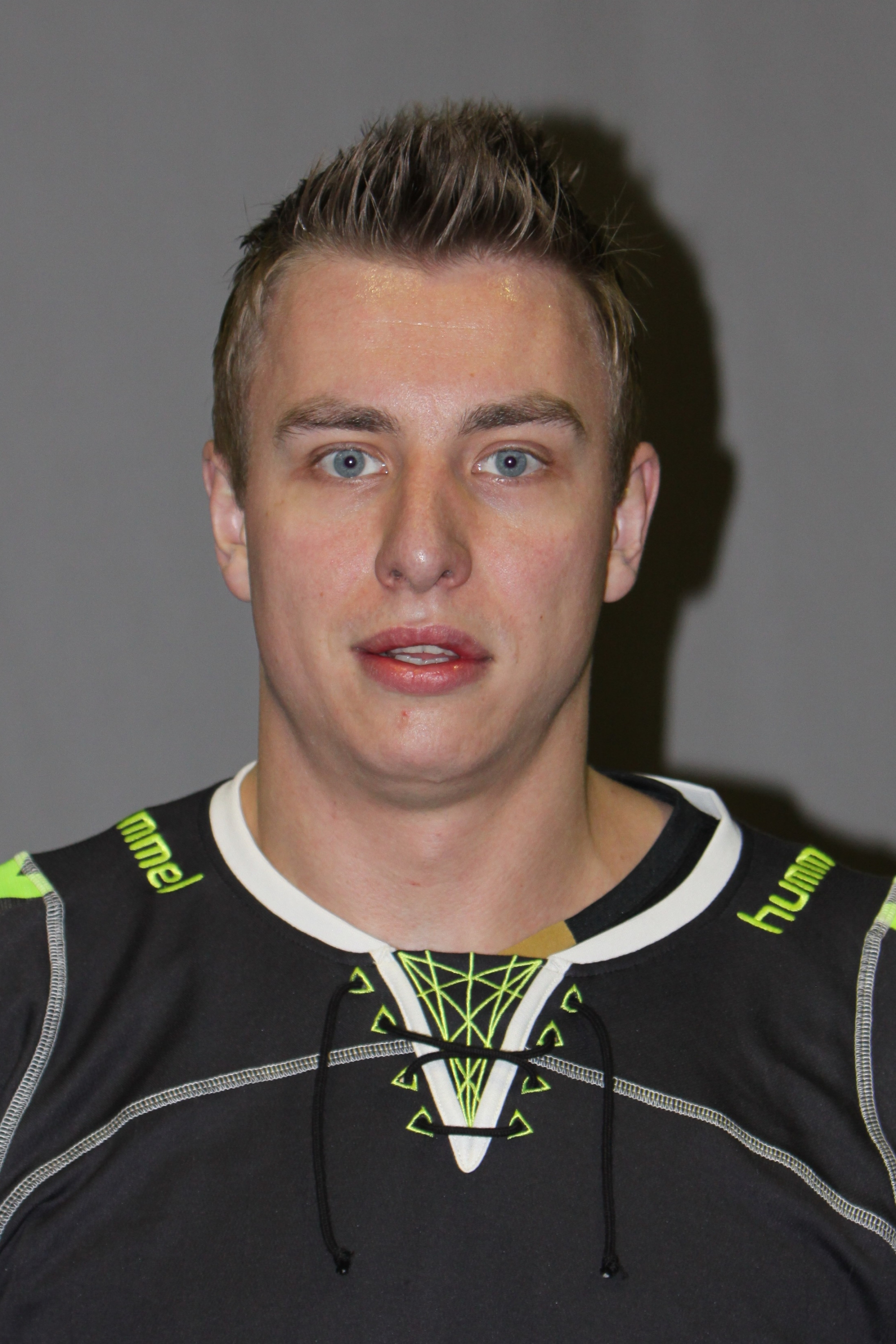
Filip Jícha, 2010
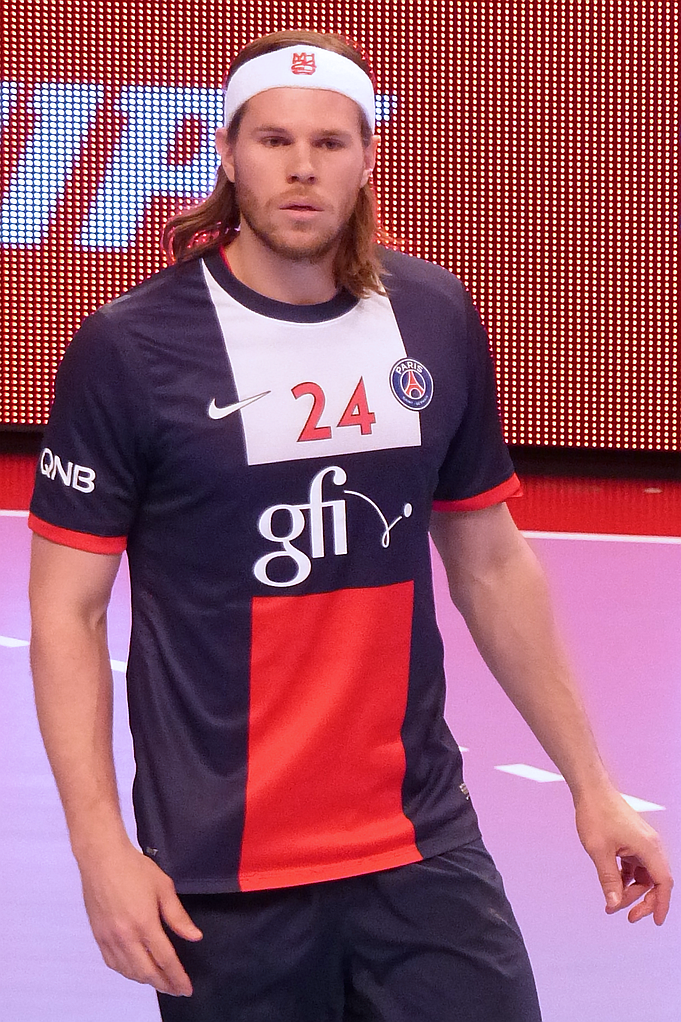
Mikkel Hansen, 2011, 2015 und 2018
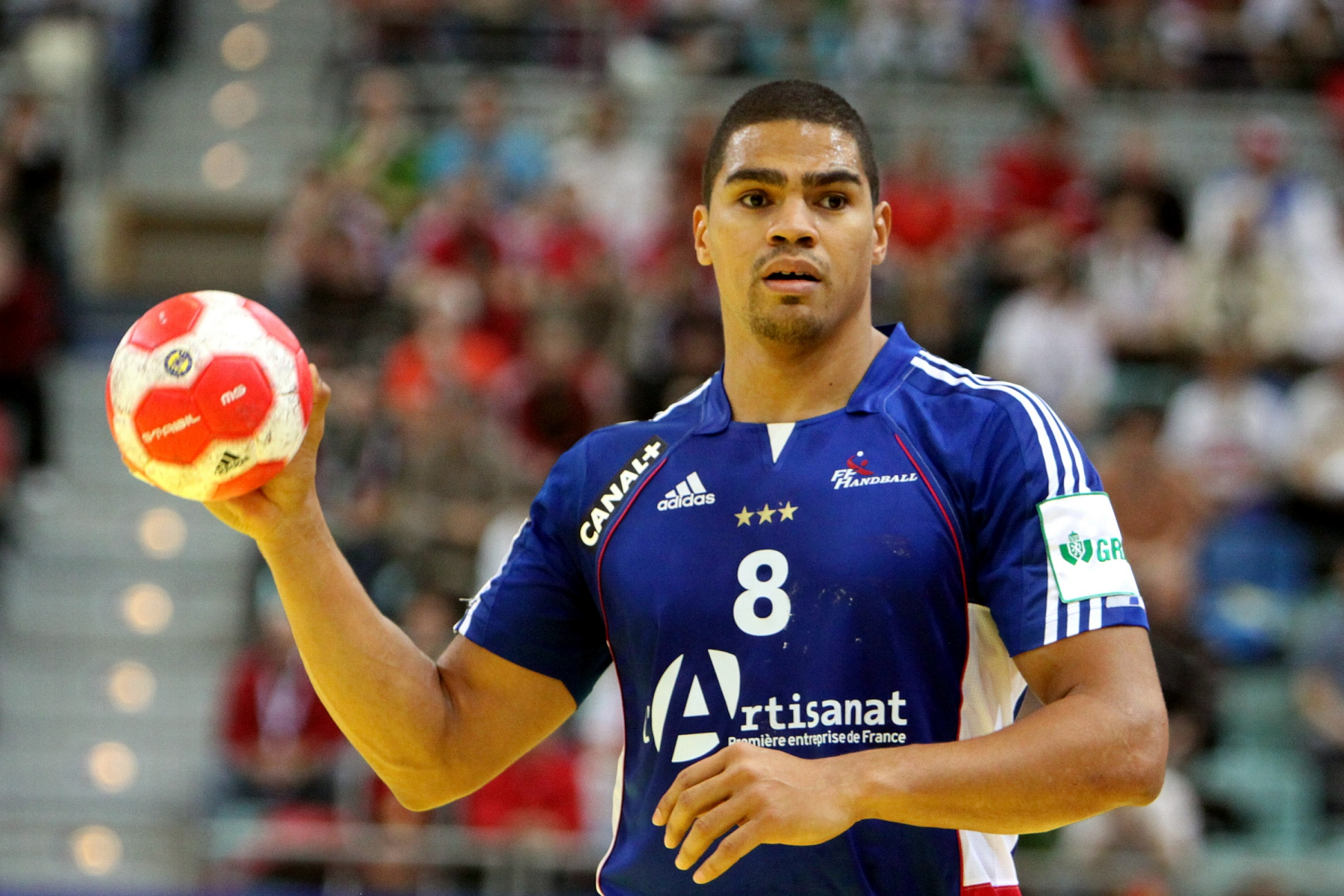
Daniel Narcisse, 2012
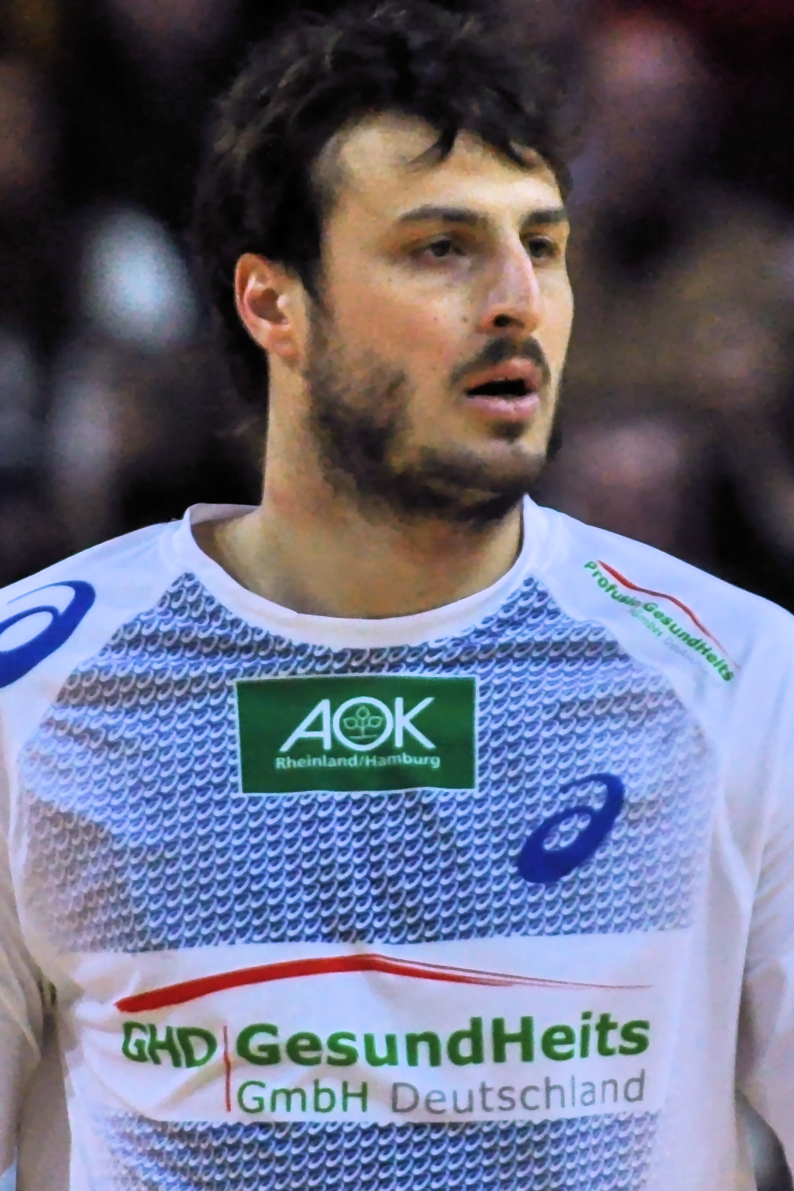
Domagoj Duvnjak, 2013
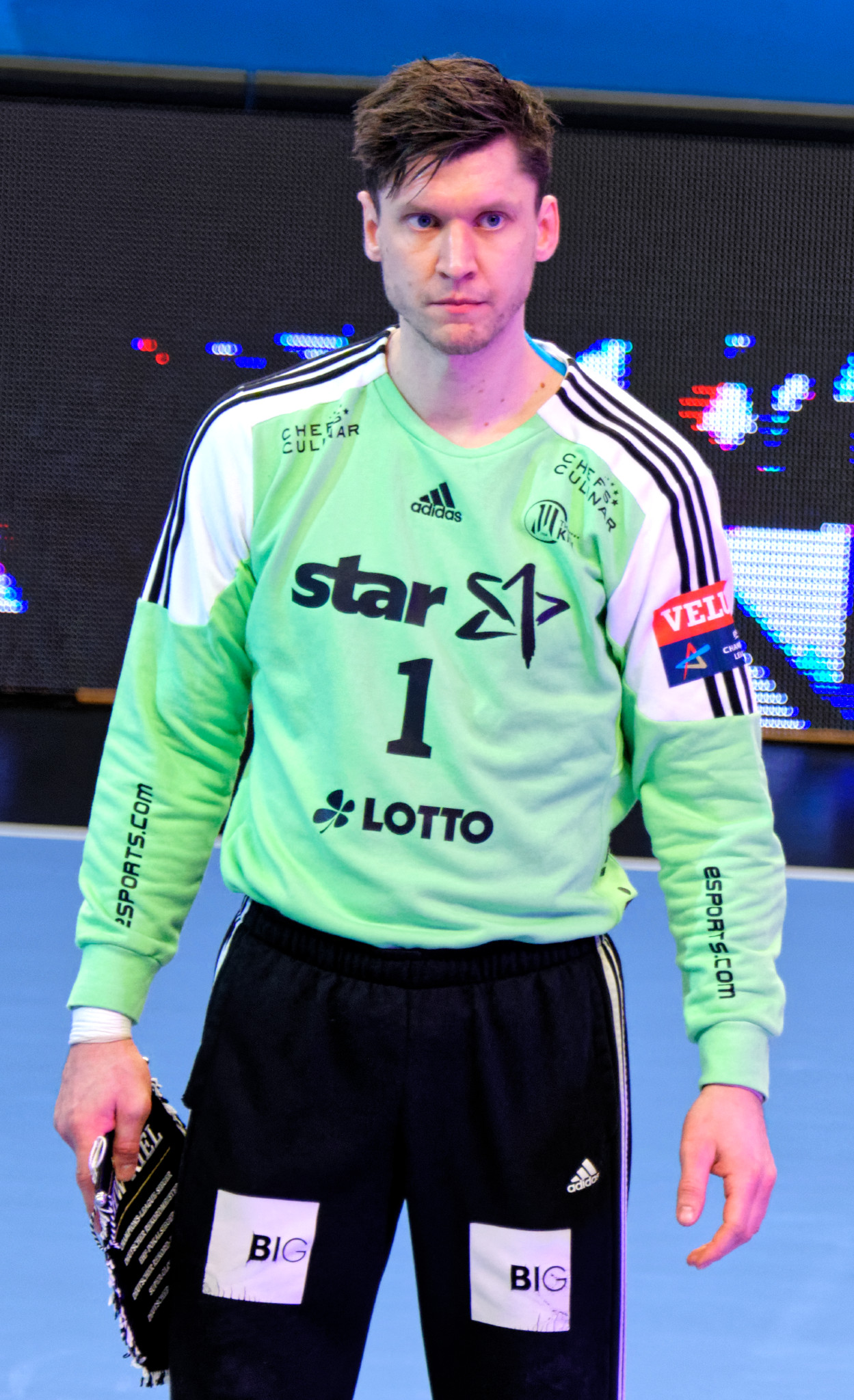
Niklas Landin Jacobsen, 2019 und 2021
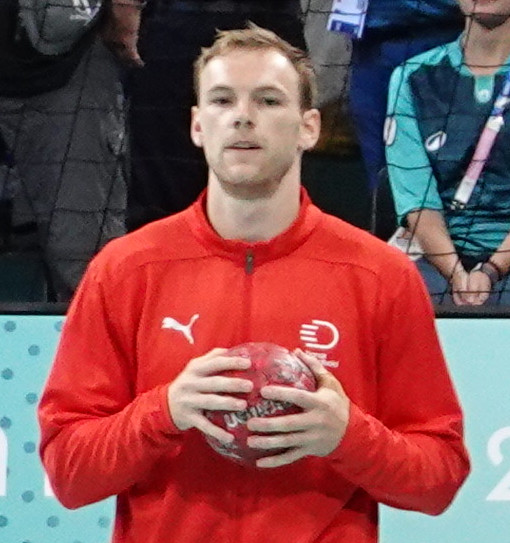
Mathias Gidsel, 2023 und 2024

## Welthandballerinnen des Jahres (IHF Female World Player of the Year)
In den Jahren 1989, 1991 bis 1993, 2017, 2020 und 2022 fanden keine Wahlen statt.

### Liste
| Jahr | Name                                                                      | Position                                                                  | Nation                                                                    | Verein                                                                    | Kandidaten |
| ---- | ------------------------------------------------------------------------- | ------------------------------------------------------------------------- | ------------------------------------------------------------------------- | ------------------------------------------------------------------------- | --- |
| 1987 | Svetlana Dašić-Kitić                                                      | Rückraumspieler (RM)                                                      | SFR Jugoslawien                                                           | Radnički Belgrad/ Buxtehuder SV                                           | Dragana Pešić, Sinajida Turtschyna, Tamila Oleksjuk, Ingrid Steen, Mária Ďurišinová, Jasna Kolar-Merdan, Tatiana Vateva, Mia Hermansson-Högdahl, Kim Hyun-mee                                 |
| 1988 | Kim Hyun-mee                                                              | Rückraumspieler (RM)                                                      | Südkorea                                                                  | Chodang                                                                   | Jasna Kolar-Merdan, Heidi Sundal, Natalja Anissimowa, Mia Hermansson, Sun Xiulan, Csilla Elekes, Nataša Kolega, Mária Ďurišinová, Elena Leonte, Leora Jones, Ingrid Steen                     |
| 1990 | Jasna Kolar-Merdan                                                        |                                                                           | Österreich                                                                | Hypo Niederösterreich                                                     | ? |
| 1994 | Mia Hermansson-Högdahl                                                    | Rückraumspieler (RM)                                                      | Schweden                                                                  | Hypo Niederösterreich                                                     | |
| 1995 | Erzsébet Kocsis                                                           |                                                                           | Ungarn                                                                    | Dunaferr SE                                                               | |
| 1996 | O-kyeong Lim                                                              | Rückraumspieler (RM)                                                      | Südkorea                                                                  | /                                                                         | |
| 1997 | Anja Andersen                                                             | Rückraumspieler                                                           | Dänemark                                                                  | Bækkelagets SK                                                            | Helga Németh, Susanne Munk Lauritsen (TW), Hege Kvitsand (KL), Han Sun-hee, Natalja Derjugina (KL), Michaela Erler (KL), Marie-Ange Gogbe (RL), Christine Lindemann (TW), Tonje Sagstuen (RR) |
| 1998 | Trine Haltvik                                                             | Rückraumspieler                                                           | Norwegen                                                                  | Byåsen IL                                                                 | |
| 1999 | Ausra Fridrikas                                                           |                                                                           | Österreich                                                                | Hypo Niederösterreich                                                     | |
| 2000 | Bojana Radulovics                                                         | Rückraumspieler (RR)                                                      | Ungarn                                                                    | Dunaferr SE                                                               | |
| 2001 | Cecilie Leganger                                                          | Torwart                                                                   | Norwegen                                                                  | Tertnes IL, Bækkelagets SK                                                | |
| 2002 | Chao Zhai                                                                 | Rückraumspieler                                                           | Volksrepublik China                                                       | Randers HK                                                                | |
| 2003 | Bojana Radulovics (2)                                                     | Rückraumspieler (RR)                                                      | Ungarn                                                                    | Dunaferr SE                                                               | |
| 2004 | Anita Kulcsár                                                             | Kreisläufer                                                               | Ungarn                                                                    | Dunaferr SE, Cornexi Alcoa                                                | |
| 2005 | Anita Görbicz                                                             | Rückraumspieler (RM), Außenspieler (LA)                                   | Ungarn                                                                    | Győri ETO KC                                                              | |
| 2006 | Nadine Krause                                                             | Rückraumspieler (RL)                                                      | Deutschland                                                               | Bayer 04 Leverkusen                                                       | Gro Hammerseng (RM, RL), Kari Mette Johansen (LA) |
| 2007 | Gro Hammerseng-Edin                                                       | Rückraumspieler (RM, RL)                                                  | Norwegen                                                                  | Ikast-Bording Elite Håndbold                                              | |
| 2008 | Linn-Kristin Riegelhuth Koren                                             | Rückraumspieler (RR), Außenspieler (RA)                                   | Norwegen                                                                  | Larvik HK                                                                 | |
| 2009 | Allison Pineau                                                            | Rückraumspieler (RM)                                                      | Frankreich                                                                | Metz Handball, Issy-les-Moulineaux Handball                               | Katrine Lunde Haraldsen (TW), Ljudmila Postnowa (RL) |
| 2010 | Cristina Neagu                                                            | Rückraumspieler (RL)                                                      | Rumänien                                                                  | CS Oltchim Râmnicu Vâlcea                                                 | Katrine Lunde Haraldsen (TW), Bojana Popović (RL), Grit Jurack (RR), Ljudmila Postnowa (RL)                                                                                                   |
| 2011 | Heidi Løke                                                                | Kreisläufer                                                               | Norwegen                                                                  | Győri ETO KC, Larvik HK                                                   | Allison Pineau (RM), Katrine Lunde Haraldsen (TW), Andrea Lekić (RM), Andrea Penezić (RL) |
| 2012 | Alexandra do Nascimento                                                   | Außenspieler (RA)                                                         | Brasilien                                                                 | Hypo Niederösterreich                                                     | Bojana Popović (RL), Andrea Penezić (RL), Katarina Bulatović (RR) |
| 2013 | Andrea Lekić                                                              | Rückraumspieler (RM)                                                      | Serbien                                                                   | ŽRK Vardar SCBT, Győri ETO KC                                             | Heidi Løke (KL), Anita Görbicz (RM, LA) |
| 2014 | Eduarda Amorim                                                            | Rückraumspieler (RL)                                                      | Brasilien                                                                 | Győri ETO KC                                                              | Cristina Neagu (RL), Heidi Løke (KL), Isabelle Gulldén (R), Marta Mangué (R) |
| 2015 | Cristina Neagu (2)                                                        | Rückraumspieler (RL)                                                      | Rumänien                                                                  | ŽRK Budućnost Podgorica                                                   | Heidi Løke (KL), Nycke Groot (RM), Karolina Kudłacz-Gloc (RL, RR), Nora Mørk (RR, RA) |
| 2016 | Cristina Neagu (3)                                                        | Rückraumspieler (RL)                                                      | Rumänien                                                                  | ŽRK Budućnost Podgorica                                                   | Nora Mørk (RR, RA), Nycke Groot (RM), Isabelle Gulldén (R), Kari Grimsbø (TW) |
| 2018 | Cristina Neagu (4)                                                        | Rückraumspieler (RL)                                                      | Rumänien                                                                  | CSM Bukarest                                                              | Anna Wjachirewa (RR, RA), Amandine Leynaud (TW), Stine Bredal Oftedal (RM), Estelle Nze Minko (RM, RL)                                                                                        |
| 2019 | Stine Bredal Oftedal                                                      | Rückraumspieler (RM)                                                      | Norwegen                                                                  | Győri ETO KC                                                              | Anna Wjachirewa (RR, RA), Estavana Polman (RL, RM), Lois Abbingh (RL), Tess Wester (TW) |
| 2020 | Für 2020 wurde wegen der COVID-19-Pandemie keine Abstimmung durchgeführt. | Für 2020 wurde wegen der COVID-19-Pandemie keine Abstimmung durchgeführt. | Für 2020 wurde wegen der COVID-19-Pandemie keine Abstimmung durchgeführt. | Für 2020 wurde wegen der COVID-19-Pandemie keine Abstimmung durchgeführt. | Für 2020 wurde wegen der COVID-19-Pandemie keine Abstimmung durchgeführt. |
| 2021 | Sandra Toft                                                               | Torwart                                                                   | Dänemark                                                                  | Brest Bretagne Handball                                                   | Kari Brattset (KL), Pauletta Foppa (KL), Stine Oftedal (RM) |
| 2023 | Henny Reistad                                                             | Rückraumspieler (RL)                                                      | Norwegen                                                                  | Team Esbjerg                                                              | Estelle Nze Minko (RM), Linn Blohm (KL) |
| 2024 | Henny Reistad (2)                                                         | Rückraumspieler (RL)                                                      | Norwegen                                                                  | Team Esbjerg                                                              | Kari Brattset (KL), Estelle Nze Minko (RM) |

### Bilder

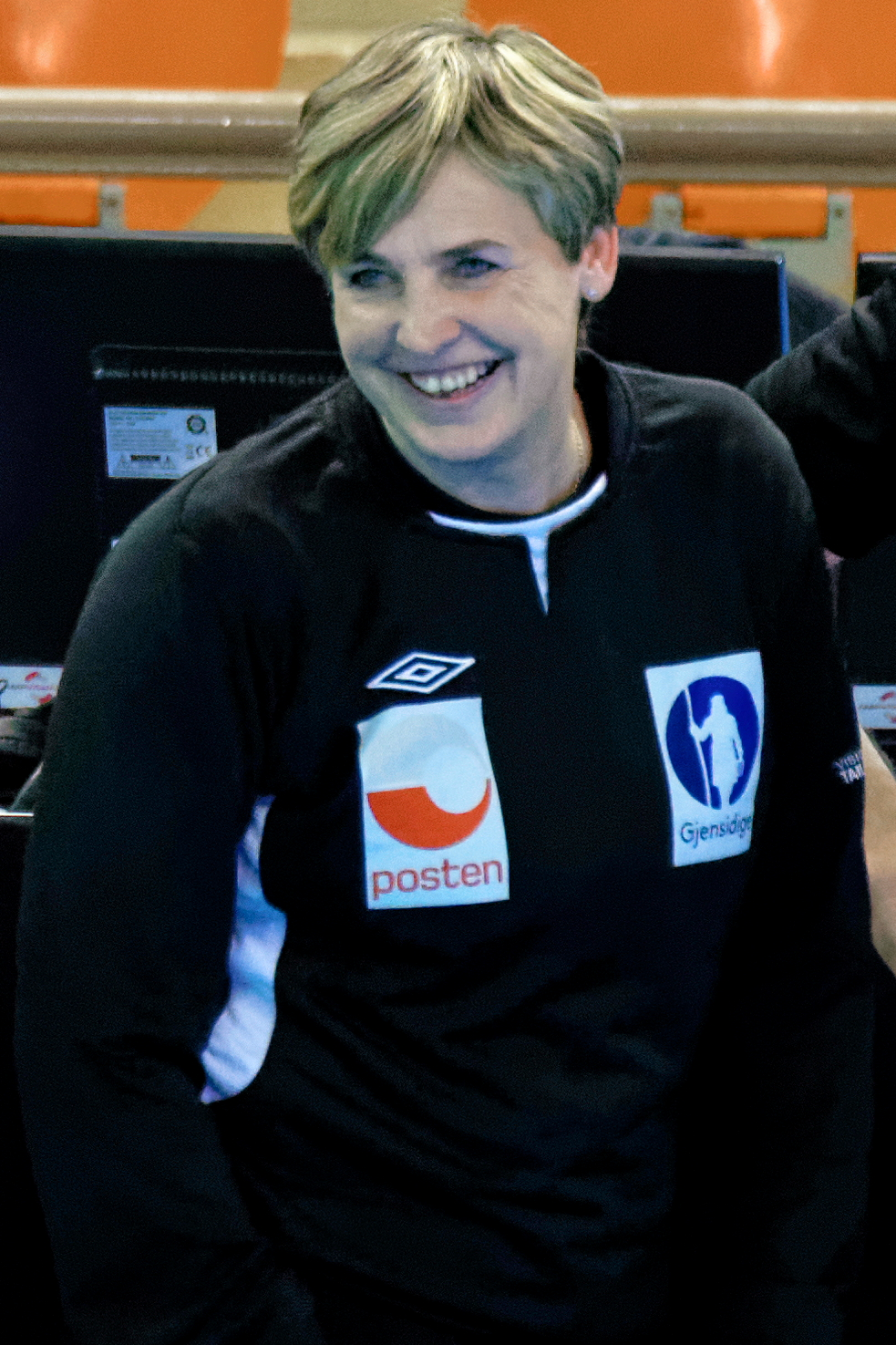
Mia Hermansson-Högdahl, 1994
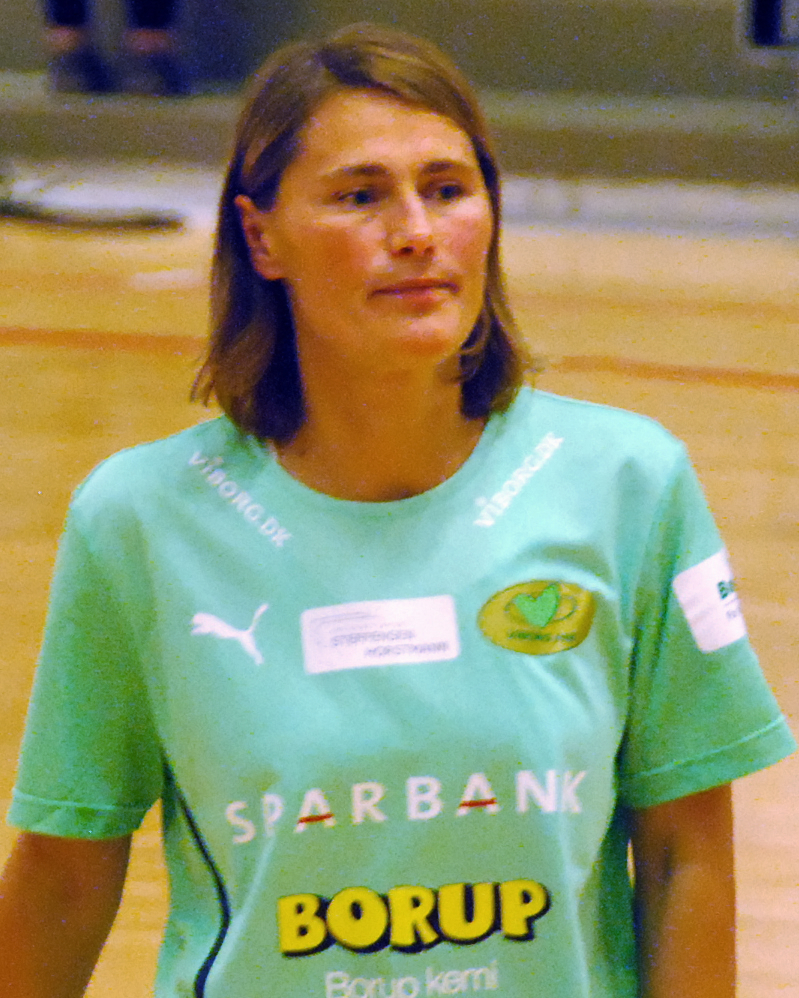
Anja Andersen, 1997
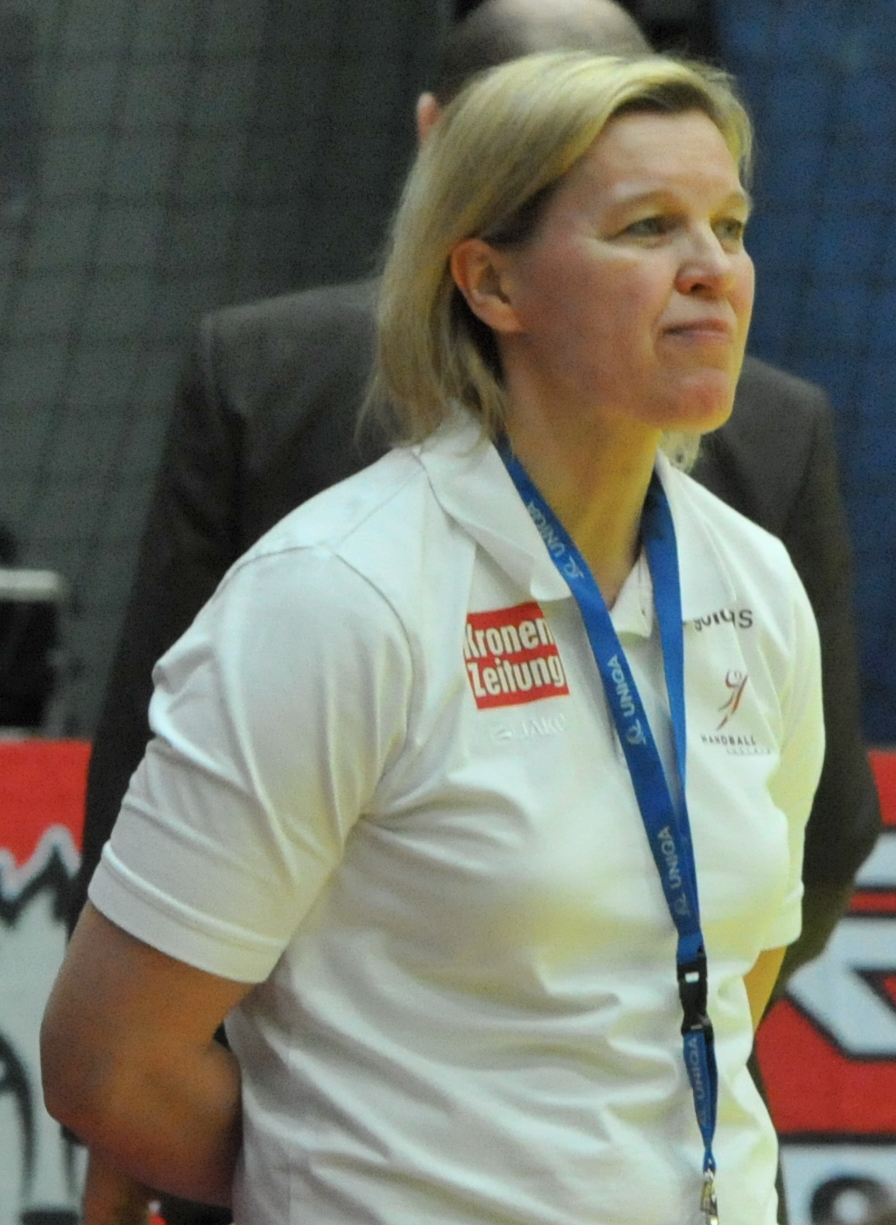
Ausra Fridrikas, 1999
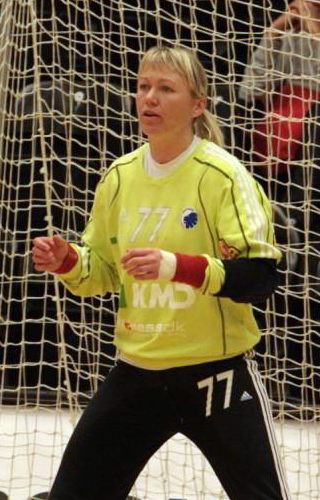
Cecilie Leganger, 2001
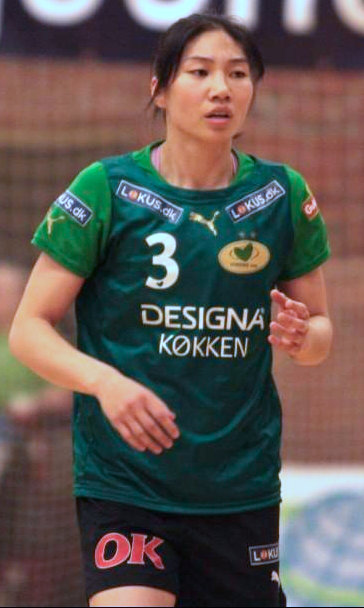
Zhai Chao, 2002
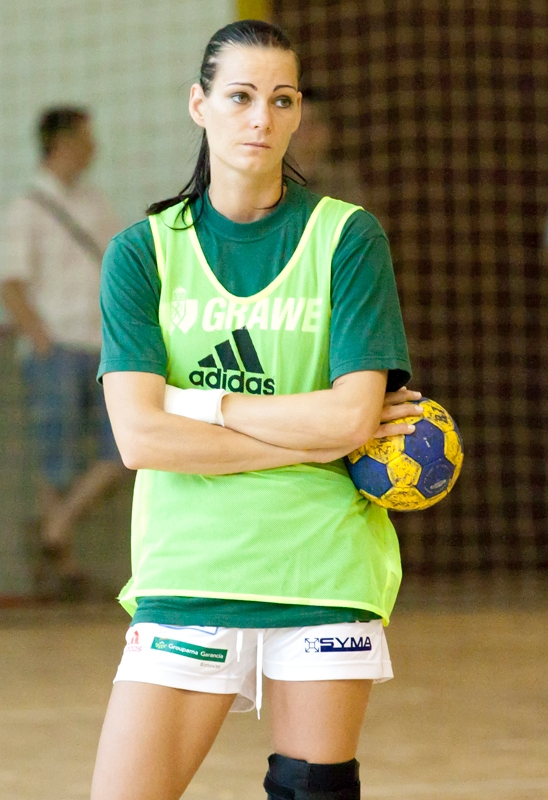
Anita Görbicz, 2005
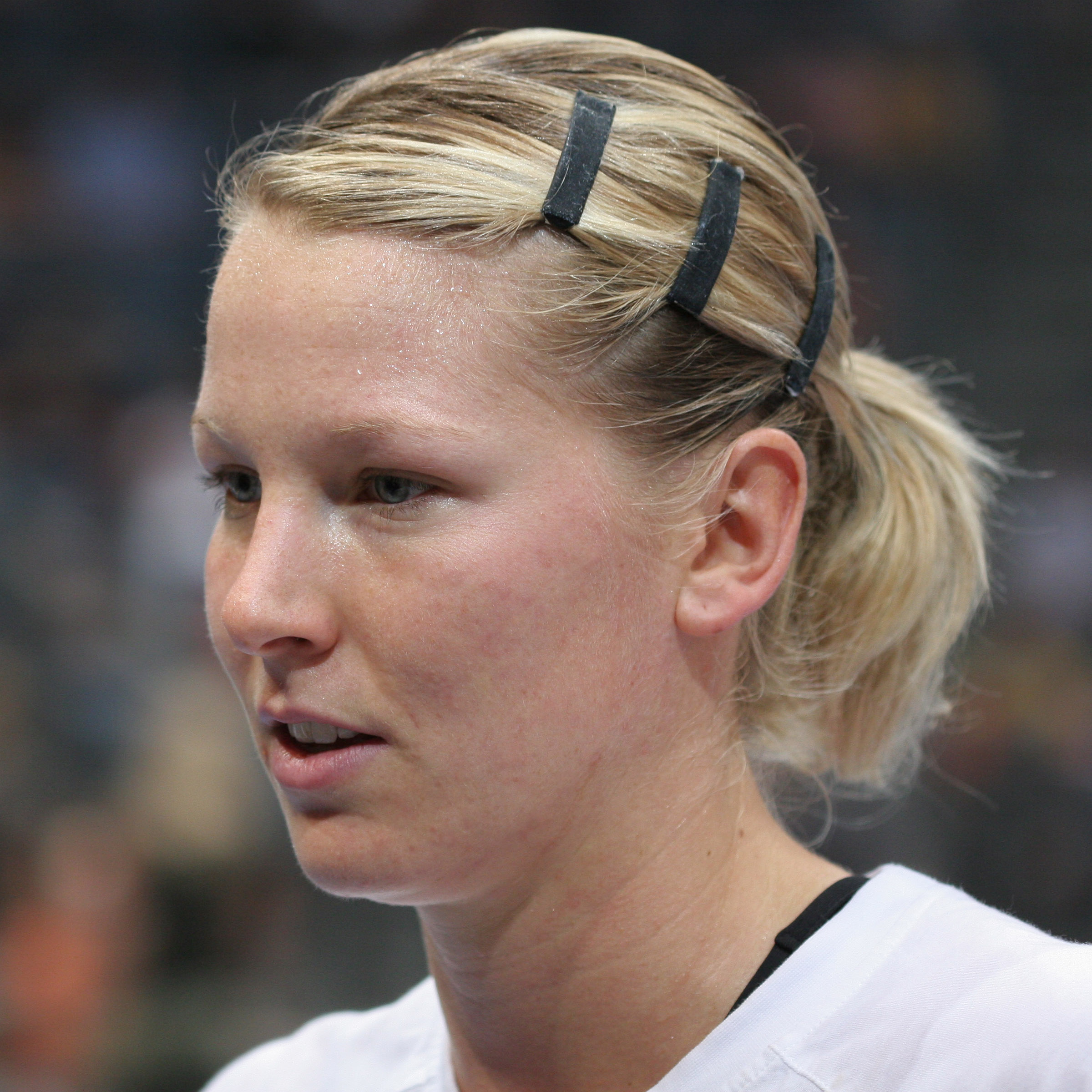
Nadine Krause, 2006
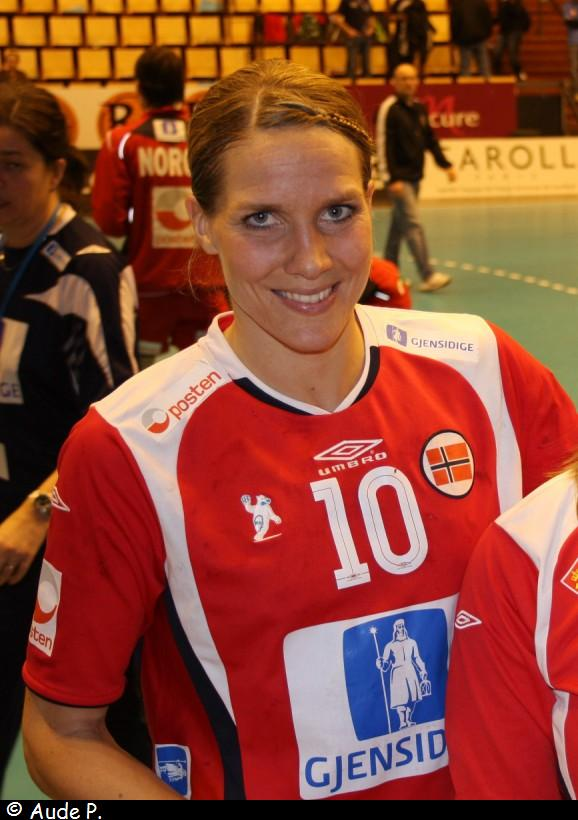
Gro Hammerseng-Edin, 2007
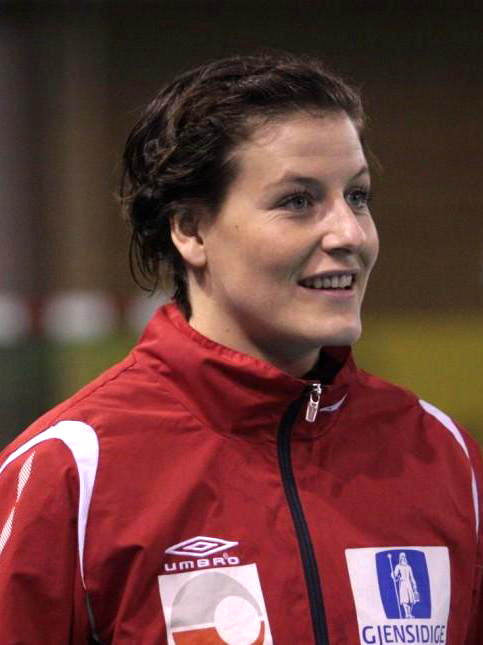
Linn-Kristin Riegelhuth Koren, 2008
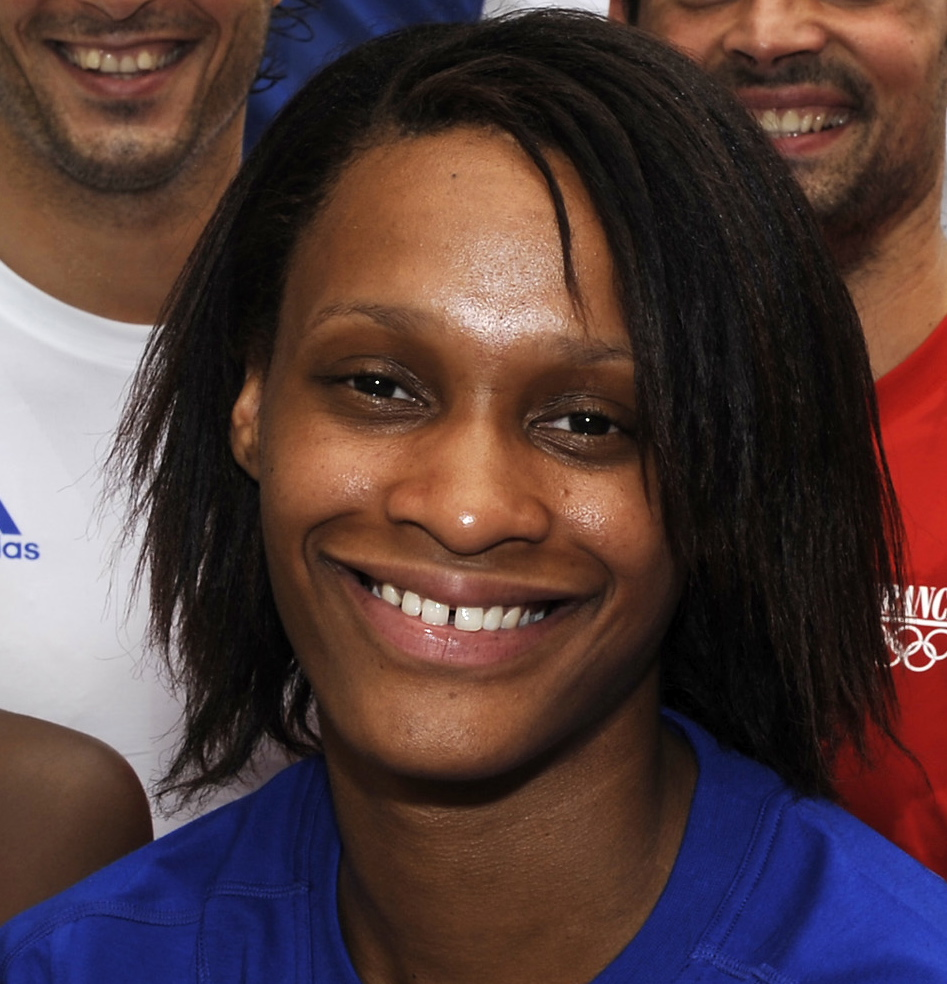
Allison Pineau, 2009
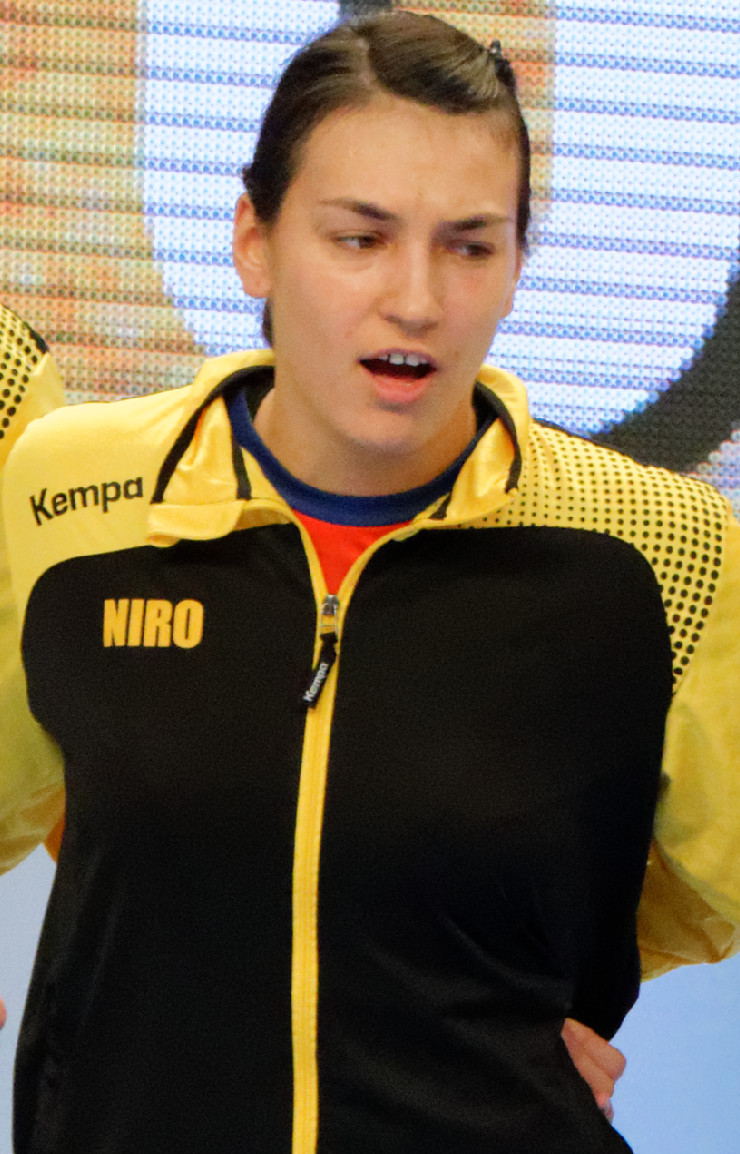
Cristina Neagu, 2010, 2015, 2016 und 2018
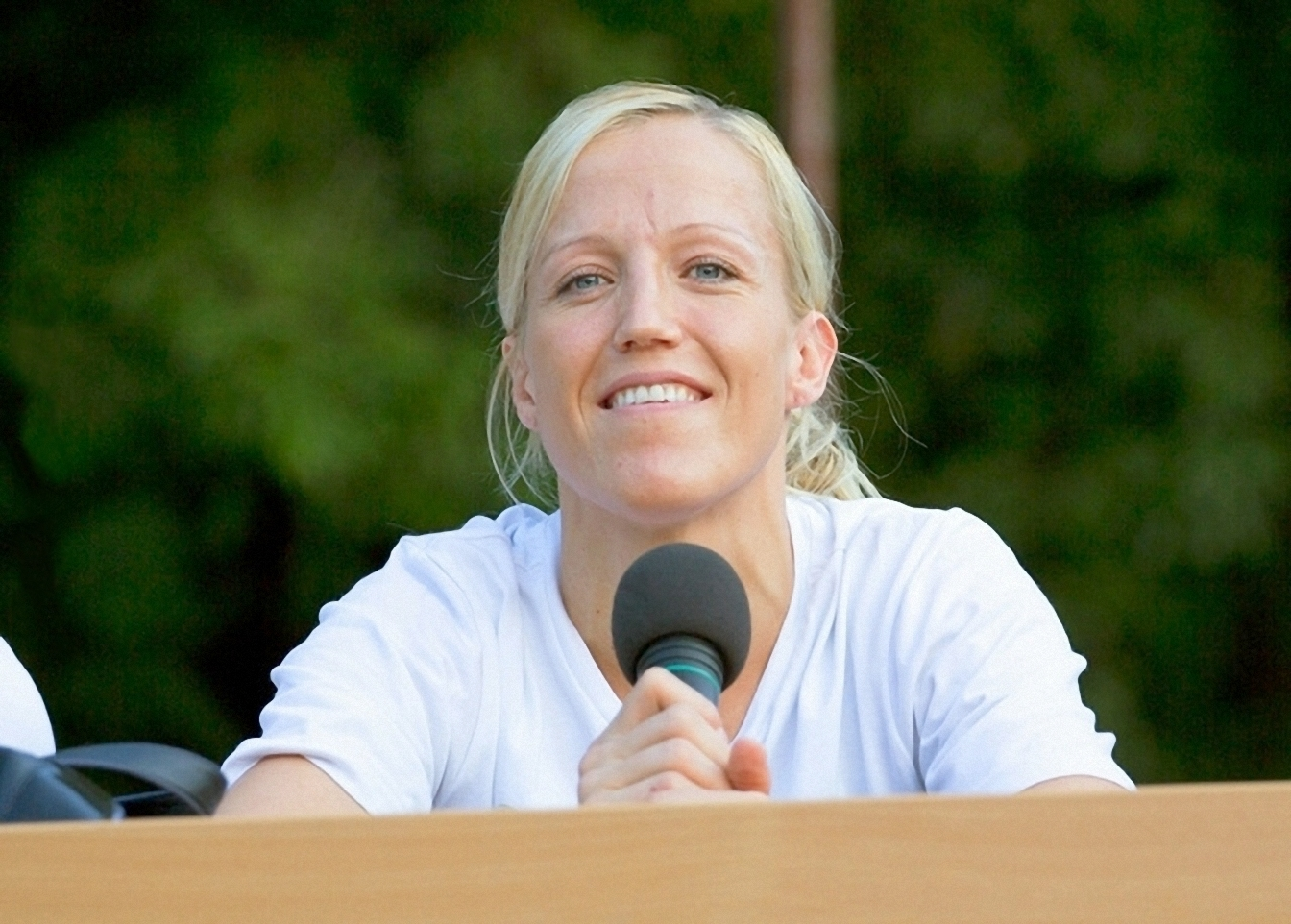
Heidi Løke, 2011
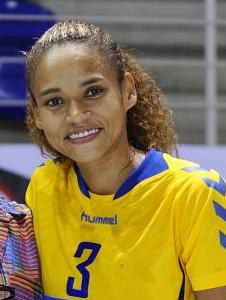
Alexandra do Nascimento, 2012
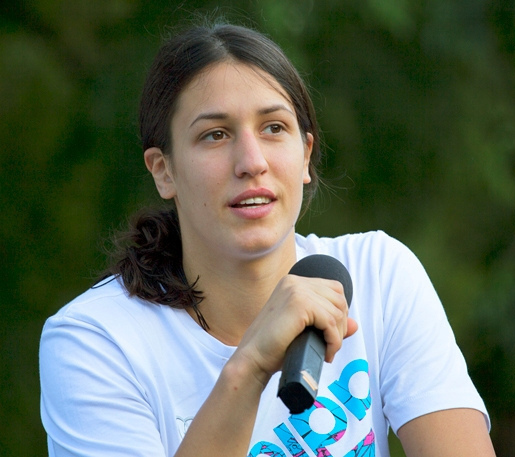
Andrea Lekić, 2013
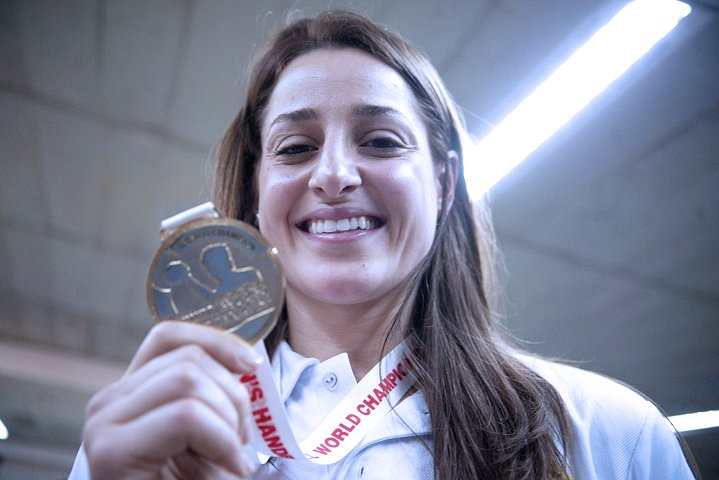
Eduarda Amorim, 2014
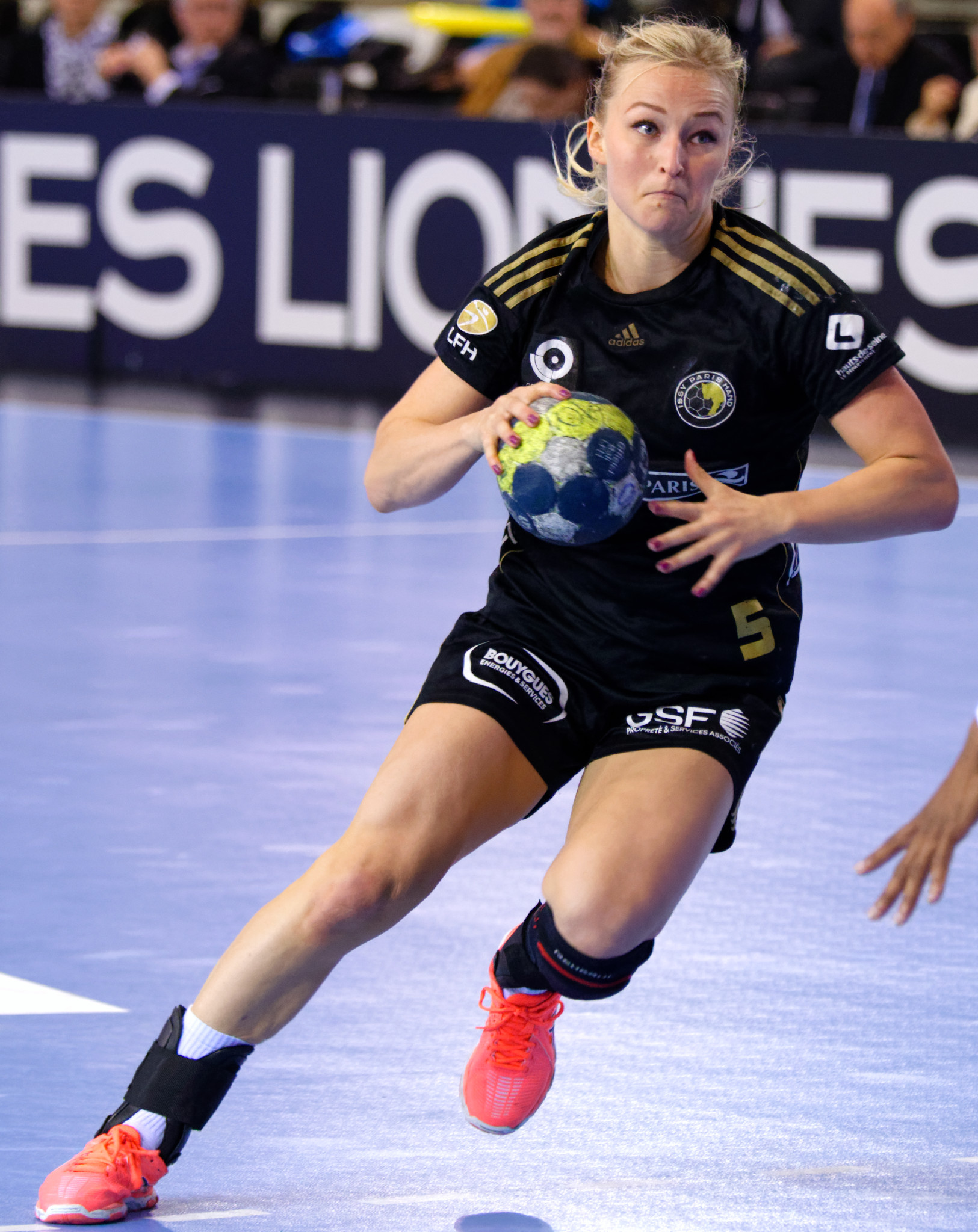
Stine Bredal Oftedal, 2019
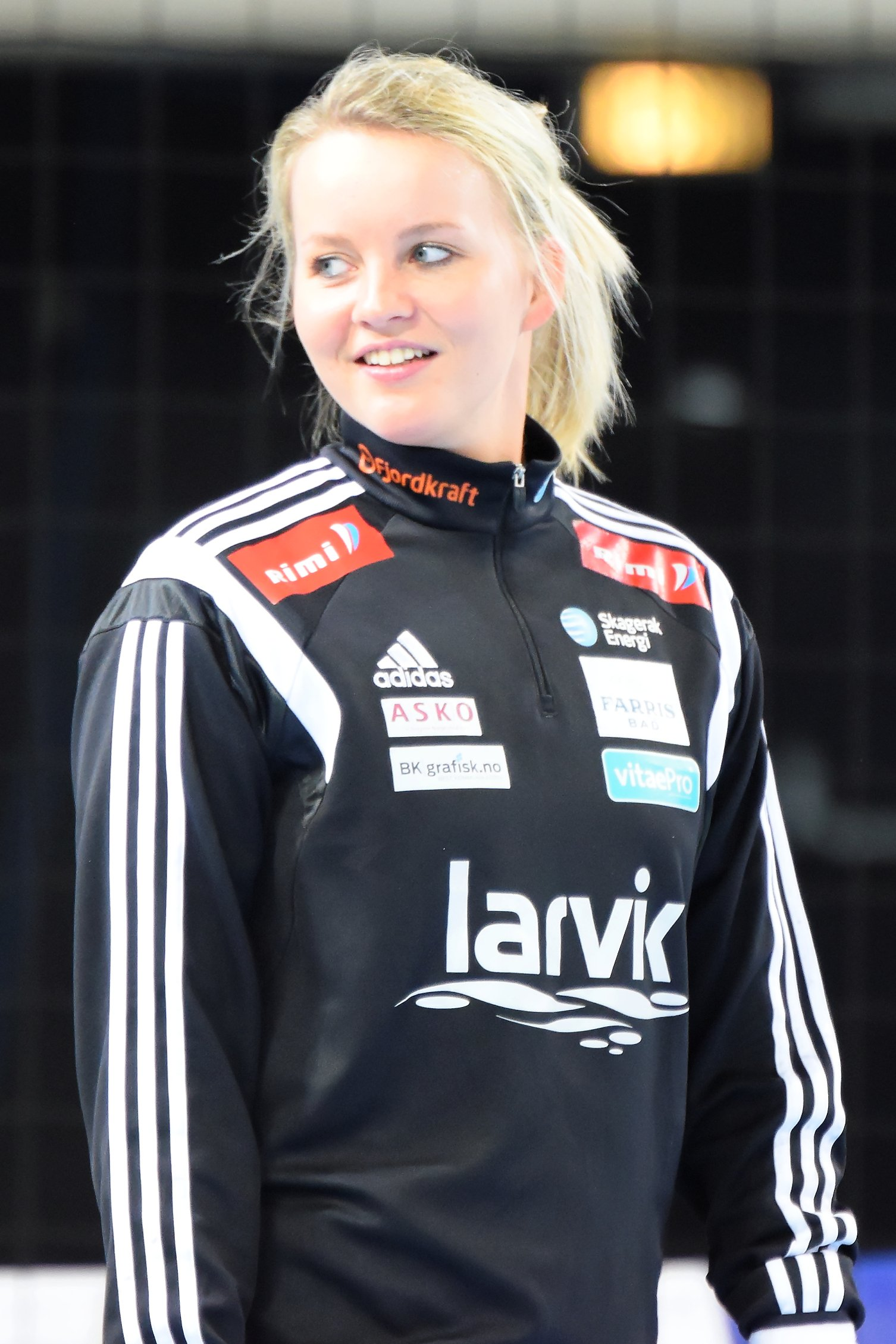
Sandra Toft, 2021
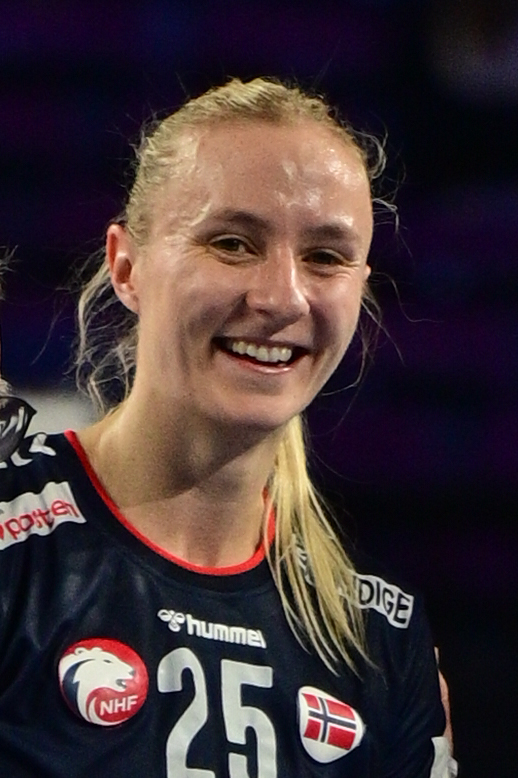
Henny Reistad, 2023, 2024

## Junger Welthandballer des Jahres (IHF Young Male World Player of the Year)
Für das Jahr 2023 wurden die besten jungen Handballer der Welt bis zum Alter von 22 Jahren gekürt.

### Liste
| Jahr | Name                       | Position             | Nation      | Verein                | Kandidaten                                    |
| ---- | -------------------------- | -------------------- | ----------- | --------------------- | --------------------------------------------- |
| 2023 | Elias Ellefsen á Skipagøtu | Rückraumspieler (RM) | Färöer      | THW Kiel              | Juri Knorr (RM), Nils Lichtlein (RM)          |
| 2024 | Renārs Uščins              | Rückraumspieler (RR) | Deutschland | TSV Hannover-Burgdorf | Francisco Costa (RR), Dominik Kuzmanović (TW) |

### Bilder

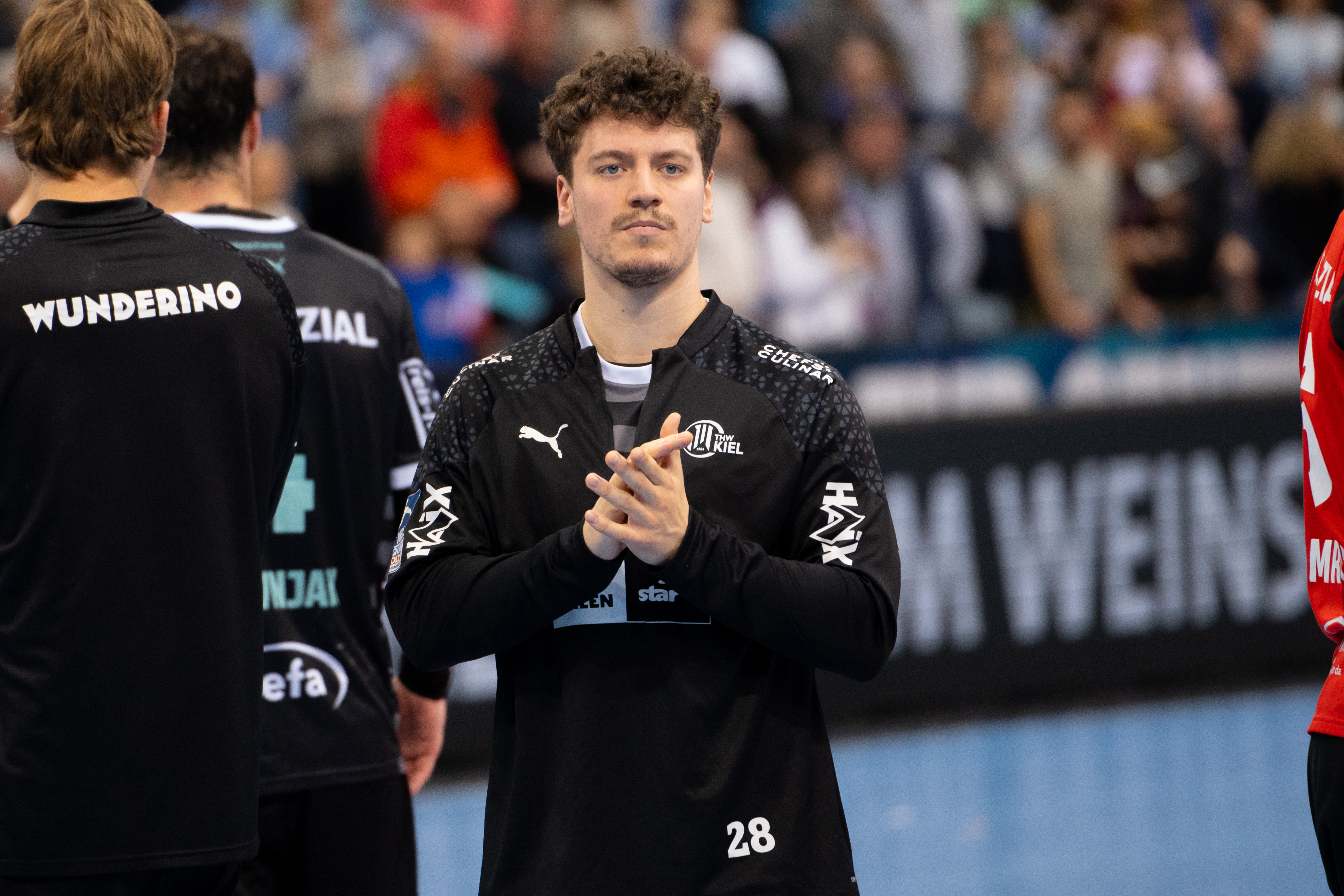
Elias Ellefsen á Skipagøtu, 2023
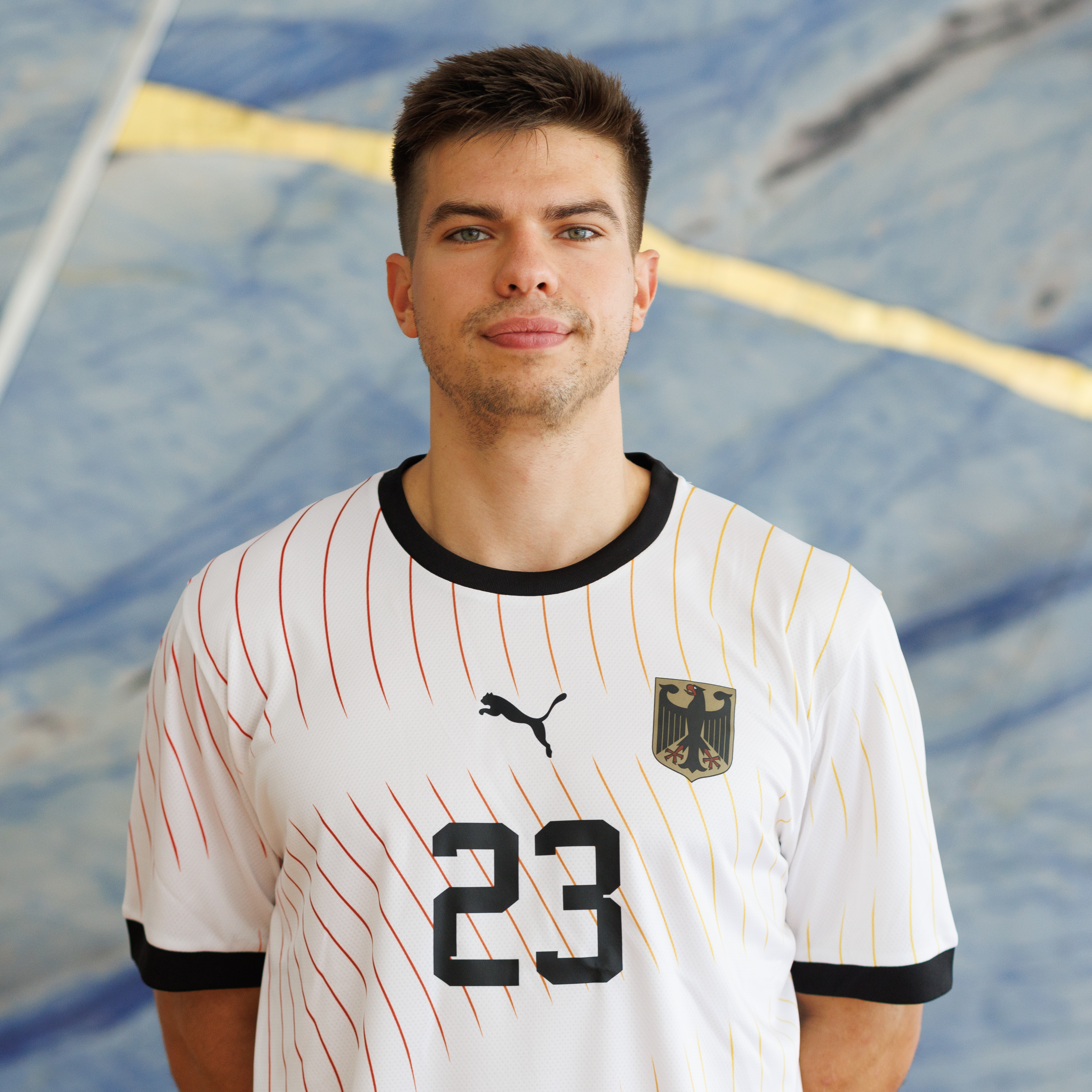
Renārs Uščins, 2024

## Junge Welthandballerin des Jahres (IHF Young Female Player of the Year)
Für das Jahr 2023 wurden die jungen Handballerinnen der Welt bis zum Alter von 22 Jahren gekürt.

### Liste
| Jahr | Name           | Position             | Nation     | Verein                     | Kandidaten                                    |
| ---- | -------------- | -------------------- | ---------- | -------------------------- | --------------------------------------------- |
| 2023 | Léna Grandveau | Rückraumspieler (RL) | Frankreich | Nantes Atlantique Handball | Charlotte Cholevová (RL), Viola Leuchter (RR) |
| 2024 | Petra Simon    | Rückraumspieler (RM) | Ungarn     | Ferencváros Budapest       | Lylou Borg (RM), Léna Grandveau (RL)          |

### Bilder

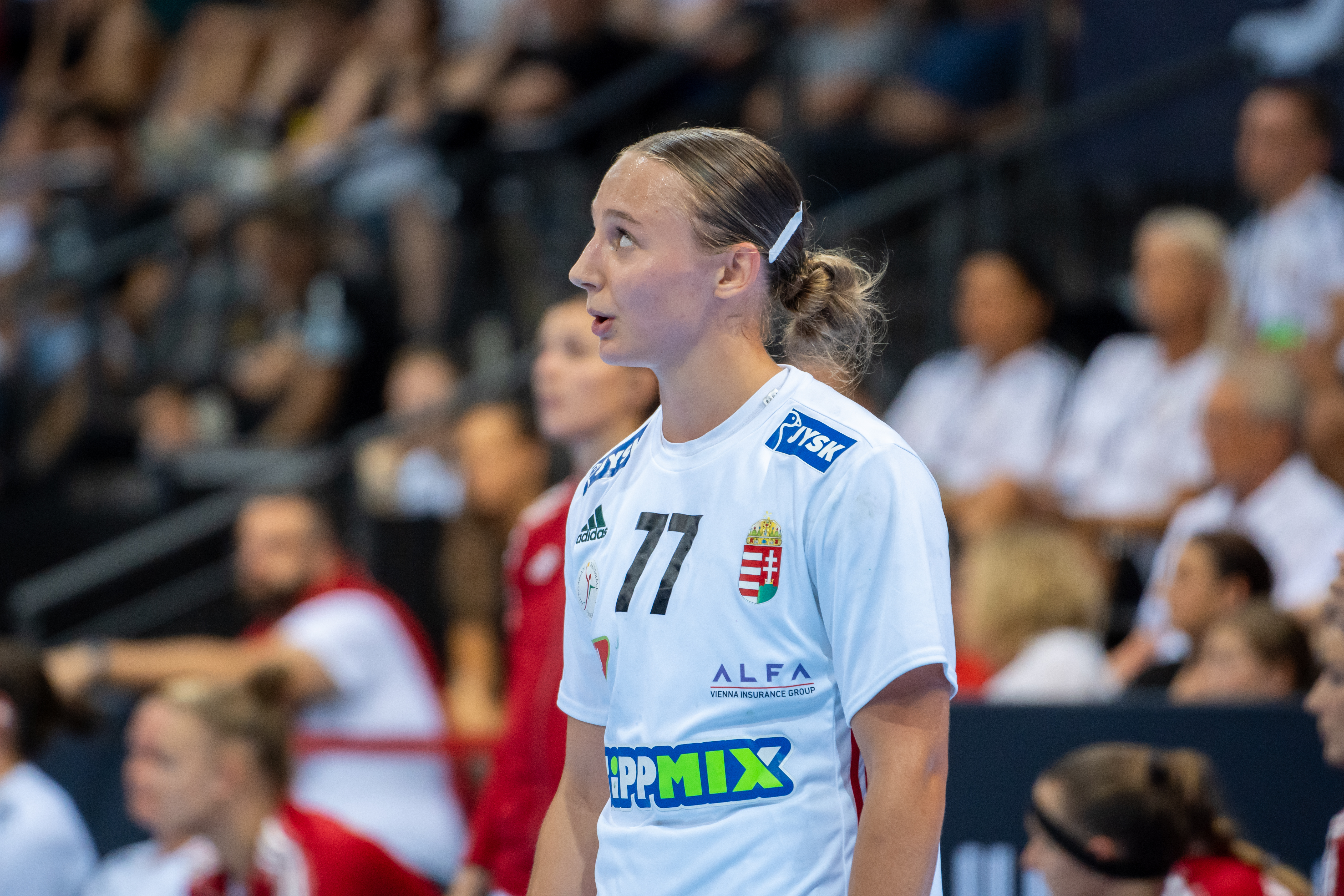
Petra Simon, 2024

## Preis
Die Auszeichnung war teilweise mit einer Prämie verbunden. So erhielten jeweils 10.000 Euro die Welthandballer 2012, Daniel Narcisse und Alexandra do Nascimento, die Welthandballerin 2018, Cristina Neagu und der Welthandballer 2019, Niklas Landin Jacobsen.

## Ähnliche Auszeichnungen

### World Player of the Year
Noch vor der erstmaligen Vergabe des Titels eines Welthandballers wurde Ștefan Birtalan in den Jahren 1974, 1976 und 1977 der Titel World Player of the Year verliehen.

### Welthandballer des Jahrhunderts
Im Jahr 2000 wurden Sinajida Turtschyna zur Welthandballerin des 20. Jahrhunderts und Magnus Wislander zum Welthandballer des 20. Jahrhunderts gewählt.

### Bester Spieler aller Zeiten
Im Jahr 1992 wurde Gheorghe Gruia zum Besten Spieler aller Zeiten gewählt.
Die Wahl zum besten Spieler aller Zeiten gab es nochmals im Jahr 2010, diese Auszeichnung erhielten Ivano Balić und Svetlana Kitić. Nominiert waren bei den Frauen auch Anja Andersen, Waltraud Kretzschmar sowie Sinajida Turtschyna und bei den Männern Nikola Karabatić und Talant Dujshebaev.